# 鹿児島県出身の人物一覧
鹿児島県出身の人物一覧（かごしまけんしゅっしんのじんぶついちらん）は、Wikipedia日本語版に記事が存在する鹿児島県出身の人物の一覧表である。なお、自治体名は合併・改名後のもの。

## 公人〔閣僚〕
各大臣の前身の卿や参議も含む。

### 内閣総理大臣（首相）
- 黒田清隆（参議、第2代内閣総理大臣、農商務大臣、逓信大臣／開拓長官、枢密顧問官〔枢密院議長〕）：鹿児島市
- 松方正義（参議、第4代・第6代内閣総理大臣、大蔵大臣・大蔵卿、内務大臣・内務卿／貴族院議員、官選知事）：鹿児島市
- 山本権兵衛（第16代・第22代内閣総理大臣、外務大臣、海軍大臣）：鹿児島市

黒田、松方以外の参議経験者
- 大久保利通（参議、内務卿〔内務省創設者〕、大蔵卿／維新の三傑の1人）：鹿児島市
- 西郷隆盛（参議／陸軍大将、維新の三傑の1人）：鹿児島市
- 寺島宗則（参議、外務卿、文部卿／外交官、枢密顧問官）：阿久根市
- 伊地知正治（参議／左院議長、修史館総裁、宮中顧問官）：鹿児島市
- 川村純義（参議、海軍卿／枢密顧問官、海軍大将）：鹿児島市
- 西郷従道（参議、海軍大臣、内務大臣、文部卿、農商務卿、陸軍卿／貴族院議員、枢密顧問官）：鹿児島市
- 大山巌（参議、陸軍大臣／貴族院議員、大警視、開拓長官、枢密顧問官）：鹿児島市

### 国務大臣
前掲内閣総理大臣・参議経験者除く。
- 森有礼（文部大臣／商法講習所〔現・一橋大学〕創設者、外交官）：鹿児島市
- 樺山資紀（海軍大臣、内務大臣、文部大臣／警視総監、台湾総督）：鹿児島市
- 高島鞆之助（陸軍大臣、拓殖務大臣）：鹿児島市
- 仁礼景範（海軍大臣）：鹿児島市
- 西徳二郎（外務大臣／外交官）：鹿児島市
- 大浦兼武（逓信大臣、農商務大臣、内務大臣／貴族院議員、内務・警察官僚、警視総監、官選知事）：さつま町
- 長谷場純孝（文部大臣／衆議院議員〔議長〕）：いちき串木野市
- 牧野伸顕（外務大臣、文部大臣、農商務大臣／外交官、貴族院議員、官選知事）：鹿児島市
- 床次竹二郎（内務大臣、鉄道大臣、逓信大臣／衆議院議員、官僚、官選知事）：鹿児島市
- 市来乙彦（大蔵大臣／貴族院議員、参議院議員、大蔵官僚、日本銀行総裁）
- 伊集院彦吉（外務大臣／外交官）：鹿児島市
- 山之内一次（鉄道大臣／貴族院議員、内務・鉄道官僚、官選知事）
- 東郷茂徳（外務大臣、拓務大臣、大東亜大臣／外交官）：日置市
- 野村直邦（海軍大臣）：日置市
- 田中耕太郎（文部大臣／貴族院議員、参議院議員、最高裁長官、法学者）：鹿児島市
- 冨吉榮二（逓信大臣／衆議院議員）：霧島市
- 井上知治（国務大臣賠償庁長官／衆議院議員〔副議長〕、参議院議員）：南九州市
- 迫水久常（国務大臣経済企画庁長官、郵政大臣／衆議院議員、参議院議員、貴族院議員、官僚、内閣書記官長）：鹿児島市（出生地：東京都）
- 中垣國男（法務大臣／衆議院議員）：いちき串木野市
- 小泉純也（国務大臣防衛庁長官／衆議院議員）：南さつま市
- 小山長規（建設大臣、国務大臣環境庁長官／衆議院議員）（出生地：宮崎県）
- 二階堂進（内閣官房長官、国務大臣科学技術庁長官、国務大臣北海道開発庁長官／衆議院議員）：肝付町
- 上林山栄吉（国務大臣防衛庁長官／衆議院議員）：指宿市
- 田中茂穂（国務大臣行政管理庁長官／参議院議員）
- 床次徳二（国務大臣総理府総務長官／衆議院議員、官僚、官選知事）：鹿児島市（出生地：東京都）
- 山中貞則（国務大臣総理府総務長官、国務大臣環境庁長官、国務大臣沖縄開発庁長官、国務大臣防衛庁長官、通商産業大臣／衆議院議員）：曽於市
- 中馬辰猪（建設大臣／衆議院議員）：霧島市
- 金丸三郎（国務大臣総務庁長官／参議院議員、鹿児島県知事、内務・自治官僚）
- 宮崎茂一（国務大臣科学技術庁長官／衆議院議員、内務・運輸官僚）：鹿児島市
- 井上吉夫（国務大臣北海道開発庁長官、国務大臣沖縄開発庁長官、国務大臣国土庁長官／参議院議員）：出水市
- 小里貞利（労働大臣、国務大臣北海道開発庁長官、国務大臣沖縄開発庁長官、国務大臣総務庁長官、震災対策担当大臣／衆議院議員）：霧島市
- 池端清一（国務大臣国土庁長官、震災対策担当大臣／衆議院議員）：南大隅町（出生地：北海道）
- 久保亘（副総理、大蔵大臣／参議院議員）：姶良市
- 下稲葉耕吉（法務大臣／参議院議員、警察官僚、警視総監）
- 保岡興治（法務大臣／衆議院議員）：鹿児島市（出生地：東京都）
- 南野知惠子（法務大臣、青少年育成及び少子化対策担当大臣／参議院議員、看護学者、日本赤十字看護大学教授）：日置市・鹿児島市（出生地：旧満州国）
- 尾辻秀久（厚生労働大臣／参議院議員〔議長・副議長〕）：南さつま市・鹿児島市
- 大田弘子（経済財政政策担当大臣／経済学者）：鹿児島市
- 柳田稔（法務大臣、拉致問題担当大臣／参議院議員、衆議院議員）：鹿児島市
- 海江田万里（経済産業大臣、経済財政政策担当大臣、科学技術政策担当大臣／衆議院議員〔副議長〕）：南さつま市（出生地：東京都）
- 松下忠洋（金融担当大臣、郵政民営化担当大臣／衆議院議員、建設官僚）：薩摩川内市
- 森山裕（農林水産大臣／参議院議員、衆議院議員）：鹿屋市
- 野村哲郎（農林水産大臣／参議院議員）：霧島市
- 小里泰弘（農林水産大臣／衆議院議員）：霧島市

## 公人〔国会議員〕

### 議長・副議長経験者
- 長谷場純孝（第14代・第17代衆議院議長、衆議院鹿児島県選出／閣僚、地方議員）：いちき串木野市
- 井上知治（第32代衆議院副議長、衆議院鹿児島県選出、参議院鹿児島県選出／閣僚）：南九州市
- 村山喜一（第58代衆議院副議長、衆議院鹿児島県選出／日本社会党副委員長、地方議員）：姶良市
- 尾辻秀久（第33代参議院議長、第28代参議院副議長、参議院鹿児島県・全国比例選出／閣僚、自由民主党参議院議員会長、地方議員）：南さつま市・鹿児島市
- 海江田万里（第68代衆議院副議長、衆議院東京都・比例東京選出／閣僚、民主党代表、民進党顧問、立憲民主党 (旧)最高顧問、立憲民主党常任顧問）：南さつま市（出生地：東京都）

### 戦後の国会議員
前掲の議長・副議長以外。
- 赤路友蔵（衆議院鹿児島県選出／労働運動家・農民運動家）：鹿児島市
- 網屋信介（衆議院比例九州選出／実業家〔アジア開発キャピタル社長〕）：鹿屋市
- 有川清次（衆議院鹿児島県選出／地方議員、労働運動家）
- 有馬輝武（衆議院鹿児島県選出／労働運動家〔全農林労働組合中央執行委員長〕、俳人）
- 有馬元治（衆議院鹿児島県選出／内務・厚労官僚）：薩摩川内市
- 池田清（衆議院鹿児島県選出、貴族院勅選議員／内務官僚、警視総監）
- 池田清志（衆議院鹿児島県選出／内務官僚、官選知事）
- 池端清一（衆議院北海道・比例北海道選出／閣僚、労働運動家）：南大隅町（出生地：北海道）
- 石原登（衆議院鹿児島県選出）：薩摩川内市
- 和泉照雄（参議院全国区選出）：垂水市
- 市来乙彦（参議院全国区選出、貴族院勅選議員／閣僚、大蔵官僚、日本銀行総裁）
- 伊東隆治（衆議院鹿児島県選出、参議院全国区選出／外交官）：龍郷町
- 伊東秀子（衆議院北海道選出／弁護士）：南さつま市（出生地：旧満州国）
- 井上吉夫（参議院鹿児島県選出／閣僚、地方議員）：出水市
- 井之口政雄（衆議院兵庫県選出／日本共産党国会議員団長、社会運動家）（出生地：沖縄県）
- 岩川与助（衆議院鹿児島県選出／実業家）：屋久島町
- 上野喜左衛門 (5代)（参議院鹿児島県選出、貴族院多額納税者議員／実業家）：薩摩川内市
- 打越明司（衆議院比例九州選出／地方議員、指宿市長）：指宿市
- 内田善利（参議院全国区選出）：日置市
- 宇都隆史（参議院全国比例選出／自衛官）：鹿児島市
- 大久保三代（衆議院比例東北選出）：鹿児島市・薩摩川内市
- 大谷贇雄（参議院全国区選出／地方議員、教育者）
- 岡元義人（参議院鹿児島県選出／実業家）：霧島市
- 尾崎末吉（衆議院鹿児島県選出／実業家）
- 小里貞利（衆議院鹿児島県選出／閣僚、地方議員）：霧島市
- 小里泰弘（衆議院鹿児島県・比例九州選出／閣僚）：霧島市
- 尾辻朋実（参議院鹿児島県選出）：鹿児島市
- 折小野良一（衆議院宮崎県選出／延岡市長）：さつま町
- 海江田鶴造（参議院全国比例選出／内務・警察官僚）：霧島市
- 加治屋義人（参議院鹿児島県選出／地方議員）：鹿児島市
- 金子万寿夫（衆議院鹿児島県選出／地方議員）：瀬戸内町
- 金丸三郎（参議院鹿児島県選出／閣僚、鹿児島県知事、内務・自治官僚）：出水市
- 鎌田要人（参議院鹿児島県選出／鹿児島県知事、内務・自治官僚）：南さつま市
- 上山和人（参議院鹿児島県選出／労働運動家）
- 川内博史（衆議院鹿児島県・比例九州選出）：鹿児島市
- 川上為治（参議院鹿児島県・全国区選出／商工・経産官僚）：南さつま市
- 川上嘉（参議院全国区選出／労働運動家）：龍郷町
- 川崎寛治（衆議院鹿児島県選出）：南九州市
- 川原新次郎（参議院鹿児島県選出／地方議員、喜入町長）：鹿児島市
- 上林山栄吉（衆議院鹿児島県選出／閣僚）：指宿市
- 旭道山和泰（衆議院比例近畿選出／大相撲力士）：徳之島町
- 久保亘（参議院鹿児島県選出／閣僚、日本社会党書記長、社会民主党副党首・参議院議員会長、民主改革連合最高顧問、民主党参議院議員会長、労働運動家）：姶良市
- 小泉純也（衆議院神奈川県・鹿児島県選出／閣僚）：南さつま市
- 小斉平敏文（参議院宮崎県選出）（出生地：宮崎県）
- 児玉末男（衆議院宮崎県選出／労働運動家）：曽於市
- 小牧次生（衆議院鹿児島県選出／地方議員、実業家）：薩摩川内市
- 小山長規（衆議院宮崎県選出／閣僚）（出生地：宮崎県）
- 迫水久常（衆議院鹿児島県選出、参議院全国区選出、貴族院勅選議員／閣僚、官僚、内閣書記官長）：鹿児島市（出生地：東京都）
- 佐多忠隆（参議院鹿児島県選出／官僚、社会運動家）：鹿児島市
- 佐多宗二（参議院鹿児島県選出／地方議員、全国商工会連合会会長）：南九州市
- 佐藤通吉（衆議院鹿児島県選出／弁護士）：志布志市
- 柴立芳文（参議院鹿児島県選出／地方議員、林業家）：錦江町
- 島津忠彦（参議院鹿児島県選出、貴族院男爵議員／実業家、重富島津家当主）：鹿児島市
- 下稲葉耕吉（参議院全国比例選出／閣僚、内務・警察官僚、警視総監）：鹿児島市
- 新盛辰雄（衆議院鹿児島県選出／労働運動家）：鹿児島市
- 瀬野栄次郎（衆議院熊本県選出／地方議員）：龍郷町
- 園田修光（参議院全国比例選出、衆議院鹿児島県選出／地方議員）：鹿児島市
- 高野一夫（参議院全国区選出／日本薬剤師会会長）
- 田中耕太郎（参議院全国区選出、貴族院勅選議員／閣僚、最高裁長官、法学者）：鹿児島市
- 田中茂穂（参議院鹿児島県選出／閣僚、地方議員）：垂水市
- 谷口慶吉（参議院鹿児島県選出／地方議員、農業協同組合指導者）：鹿児島市
- 田上松衛（参議院神奈川県選出／地方議員、労働運動家、民主社会党顧問）：指宿市
- 田畑金光（参議院福島県選出、衆議院福島県選出／いわき市長、地方議員）：龍郷町
- 田原武雄（参議院鹿児島県選出／農業協同組合指導者）：南九州市
- 中馬猪之吉（参議院鹿児島県選出／地方議員、国分市長・東国分村長）：霧島市
- 中馬辰猪（衆議院鹿児島県選出／閣僚）：霧島市
- 鶴園哲夫（参議院鹿児島県・全国区選出／労働運動家〔全農林労働組合中央執行委員長〕）：南九州市
- 東郷実（衆議院鹿児島県選出／農政学者）：曽於市
- 徳田毅（衆議院鹿児島県選出／自由連合代表）：奄美市
- 徳田虎雄（衆議院鹿児島県選出／自由連合代表・創設者、医師、徳洲会理事長・創設者）：徳之島町（出生地：兵庫県）
- 床次徳二（衆議院鹿児島県選出／閣僚、官僚、官選知事）：鹿児島市（出生地：東京都）
- 冨吉榮二（衆議院鹿児島県選出／閣僚、日本社会党代議士会長、右派社会党顧問、地方議員、農民運動家）：霧島市
- 中尾辰義（参議院全国区選出）：いちき串木野市
- 中尾宏（衆議院鹿児島県選出）
- 中垣國男（衆議院愛知県選出／閣僚、実業家）：いちき串木野市
- 永田良吉（衆議院鹿児島県選出／鹿屋市長・大姶良村長、地方議員）：鹿屋市
- 長野祐也（衆議院鹿児島県選出／政治評論家、地方議員）：鹿児島市
- 中村嘉寿（衆議院鹿児島県選出／著述家）：南さつま市
- 中山福蔵（参議院大阪府選出、衆議院大阪府選出／弁護士）：志布志市（出生地：熊本県）
- 二階堂進（衆議院鹿児島県選出／閣僚、自由民主党幹事長・副総裁）：肝付町
- 温水三郎（参議院宮崎県選出／農業協同組合役員）（出生地：宮崎県）
- 南野知惠子（参議院全国比例選出／閣僚、看護学者、日本赤十字看護大学教授）：日置市・鹿児島市（出生地：旧満州国）
- 野間健（衆議院鹿児島県選出）：日置市（出生地：東京都）
- 野村哲郎（参議院鹿児島県選出／閣僚、農業協同組合役員）：霧島市
- 橋口隆（衆議院鹿児島県選出／商工・通産官僚）：南大隅町
- 葉梨新五郎（衆議院茨城県選出／実業家）（出生地：茨城県）
- 浜田健一（衆議院鹿児島県・比例九州選出）：鹿児島市
- 浜田卓二郎（衆議院埼玉県選出、参議院埼玉県選出／官僚）
- 原国（衆議院鹿児島県選出／歯科医師、地方議員）：さつま町
- 原捨思（衆議院鹿児島県選出／漁業家）：南さつま市
- 東国原英夫（衆議院比例近畿選出／宮崎県知事、タレント）：曽於市（出生地：宮崎県）
- 日高広為（参議院全国区選出／地方議員、農業指導者）：霧島市
- 平田辰一郎（衆議院鹿児島県選出／通産官僚）
- 太栄志（衆議院神奈川県選出）：知名町
- 前田郁（衆議院鹿児島県選出／実業家）：錦江町
- 前之園喜一郎（参議院鹿児島県選出／地方議員、弁護士）：指宿市・鹿屋市
- 的場金右衛門（衆議院鹿児島県選出／農業技術者）：鹿屋市
- 松下忠洋（衆議院鹿児島県・比例九州選出／閣僚、建設官僚）：薩摩川内市
- 三反園訓（衆議院鹿児島県選出／鹿児島県知事、ジャーナリスト）：指宿市
- 滿尾君亮（衆議院鹿児島県選出／運輸官僚）：鹿児島市
- 光村甚助（参議院全国区選出／労働運動家）：垂水市
- 皆吉稲生（衆議院比例九州選出／労働運動家）：鹿児島市
- 峯山昭範（参議院大阪府・全国区選出）
- 宮崎茂一（衆議院鹿児島県選出／閣僚、内務・運輸官僚）：鹿児島市
- 宮路和明（衆議院鹿児島県・比例九州選出／農林官僚）：南さつま市
- 宮路拓馬（衆議院鹿児島県・比例九州選出／総務官僚）：南さつま市・鹿児島市
- 宮之原貞光（参議院全国区選出／労働運動家〔日本教職員組合中央執行委員長〕）：龍郷町
- 村尾薩男（衆議院鹿児島県選出／社会運動家、実業家）：薩摩川内市
- 村田享子（参議院全国比例選出／労働運動家）：鹿児島市
- 森山裕（衆議院鹿児島県選出、参議院鹿児島県選出／閣僚、地方議員）：鹿屋市
- 保岡興治（衆議院鹿児島県選出／閣僚、弁護士）：鹿児島市（出生地：東京都）
- 保岡武久（衆議院鹿児島県選出／内務官僚）：宇検村
- 保岡宏武（衆議院比例九州選出）：奄美市
- 柳田稔（参議院広島県選出、衆議院広島県選出／閣僚）：鹿児島市
- 山口重彦（参議院全国区選出／実業家〔山口自転車社長〕）
- 山崎武三郎（衆議院鹿児島県選出／弁護士）：鹿児島市
- 山下栄二（衆議院兵庫県選出／民社党代議士会長、地方議員、労働運動家）：霧島市
- 山中貞則（衆議院鹿児島県選出／閣僚、地方議員）：曽於市
- 山之内毅（衆議院比例九州選出／神職）：姶良市・鹿児島市
- 湯川一行（衆議院比例九州選出）：出水市
- 豊永光（衆議院鹿児島県選出／農林官僚、名瀬市長）：奄美市
- 米沢隆（衆議院宮崎県・比例九州選出／民社党委員長・書記長、新進党幹事長・副党首、民主党副党首、労働運動家）：霧島市
- 米山恒治（衆議院鹿児島県選出／地方議員、実業家）：鹿児島市

### 戦前の国会議員（帝国議会議員）
前掲の議長経験者と戦後も国会議員に選出された人物は除く。
- 赤塚正助（衆議院鹿児島県選出／外交官）：姶良市
- 安立綱之（貴族院勅選議員／内務・警察官僚、警視総監、警保局長）：鹿児島市
- 厚地政敏（衆議院鹿児島県選出／地方議員）：鹿児島市
- 天辰正守（衆議院鹿児島県選出／地方議員、実業家）：薩摩川内市
- 有馬要介（衆議院鹿児島県選出）：鹿児島市
- 有村連（衆議院鹿児島県選出／地方議員、養蚕家）：湧水町
- 安藤則命（貴族院勅選議員／警察官僚、大蔵官僚）：鹿児島市
- 安楽兼道（貴族院勅選議員／内務・警察官僚、官選知事、警視総監、警保局長）：鹿児島市
- 池田惟貞（衆議院鹿児島県選出／地方議員、養蚕家、実業家）：出水市
- 伊集院兼寛（貴族院子爵議員／官僚、元老院議官）
- 和泉邦彦（衆議院鹿児島県選出／地方議員）：さつま町
- 伊瀬知好成（貴族院勅選議員／陸軍軍人）：鹿児島市
- 伊東祐麿（貴族院子爵議員／海軍軍人）
- 禱苗代（衆議院鹿児島県選出／教育者、弁護士）：龍郷町
- 今給黎誠吾（衆議院鹿児島県選出／枕崎町長・東南方村長、地方議員、農業家）：枕崎市
- 岩切重雄（衆議院鹿児島県選出／官僚、官選鹿児島市長）：鹿児島市
- 岩崎宗茂助（衆議院鹿児島県選出／医師、実業家）：志布志市
- 岩下方平（貴族院子爵議員／元老院議官、薩摩藩家老）：鹿児島市
- 岩谷松平（衆議院東京府選出／実業家）：薩摩川内市
- 岩月直彦（貴族院多額納税者議員／実業家、地方議員）：薩摩川内市
- 岩元栄次郎（衆議院鹿児島県選出／実業家）：出水市
- 岩元信兵衛（衆議院鹿児島県選出、貴族院多額納税者議員／実業家〔山形屋5代目〕、地方議員）：鹿児島市
- 岩元達一（貴族院多額納税者議員／実業家〔山形屋会長〕）：鹿児島市
- 宇都宮平一（衆議院鹿児島県選出／教育者）：さつま町
- 大浦兼一（貴族院子爵議員）
- 大浦兼武（貴族院勅選議員／閣僚、内務・警察官僚、警視総監、官選知事）：さつま町
- 大久保利武（貴族院勅選議員・侯爵議員／内務官僚、官選知事）：鹿児島市
- 大久保利和（貴族院侯爵議員／実業家）：鹿児島市
- 大迫貞清（貴族院子爵議員／警視総監、官選知事・県令、元老院議官）：鹿児島市
- 大島信（衆議院鹿児島県選出／内務官僚）：龍郷町
- 大山巌（貴族院公爵議員・侯爵議員／閣僚、大警視）：鹿児島市
- 大山綱昌（貴族院勅選議員／農商務官僚、官選知事）：鹿児島市
- 岡元直熊（衆議院鹿児島県選出／弁護士）：薩摩川内市
- 奥田栄之進（衆議院鹿児島県選出、貴族院多額納税者議員／実業家、鹿児島新聞社長）：いちき串木野市
- 奥山政敬（貴族院勅選議員／文部官僚、大阪英語学校〔現・大阪大学外国語学部〕校長、大阪師範学校校長、裁判官〔地方裁判所長、広島控訴院長〕）
- 押川則吉（貴族院勅選議員／農商務・内務官僚、官選知事）
- 折田兼至（衆議院鹿児島県選出／地方議員、実業家）：南九州市
- 折田彦市（貴族院勅選議員／文部官僚、旧制第三高等学校初代校長）：鹿児島市
- 折田平内（貴族院勅選議員／官選知事・県令、警視総監）：鹿児島市
- 海江田準一郎（衆議院鹿児島県選出、貴族院多額納税者議員／地方議員、実業家）：いちき串木野市
- 海江田信義（貴族院子爵議員／幕末の志士、官選知事）
- 海江田平治（貴族院多額納税者議員／西市来村長、実業家）：いちき串木野市
- 柏田盛文（衆議院鹿児島県選出／官僚、官選知事、旧制第四高等学校校長）：薩摩川内市
- 金井正夫（衆議院鹿児島県選出／官選知事）：龍郷町
- 樺山資英（貴族院勅選議員／官僚）
- 樺山資美（衆議院鹿児島県選出）：鹿児島市
- 神川長久（衆議院鹿児島県選出／地方議員）：錦江町
- 上村精之助（衆議院鹿児島県選出／花岡村長、農業家）：鹿児島市
- 蒲生仙（衆議院鹿児島県選出／官僚）：鹿児島市
- 川上親晴（貴族院勅選議員／内務・警察官僚、官選知事、官選京都市長、警視総監）
- 川崎正蔵（貴族院多額納税者議員／実業家〔川崎造船所創業者〕）：鹿児島市
- 肝付兼行（貴族院男爵議員／測量技術者、海軍大学校長、大日本水産会顧問、官選大阪市長）
- 久木田叶（衆議院鹿児島県選出／地方議員）：枕崎市
- 久米田新太郎（貴族院多額納税者議員／実業家）：鹿児島市
- 黒岡帯刀（貴族院勅選議員／海軍軍人）：鹿児島市
- 黒田清綱（貴族院子爵議員／官僚、歌人）
- 黒田清輝（貴族院子爵議員／洋画家）：鹿児島市
- 蔵園三四郎（衆議院鹿児島県選出／弁護士、地方議員）：南さつま市
- 河野庄太郎（衆議院鹿児島県選出／実業家、地方議員）
- 河野徹志（衆議院大阪府選出／医師・医学者）：薩摩川内市
- 児玉実良（衆議院鹿児島県選出／検事、弁護士、鹿児島新聞社長）：薩摩川内市
- 児玉利国（貴族院勅選議員／海軍軍人）
- 児玉好熊（衆議院鹿児島県選出／地方議員）：伊佐市
- 木尾虎之助（衆議院鹿児島県選出／弁護士）：薩摩川内市
- 木場貞長（貴族院勅選議員／文部官僚、法学者）：鹿児島市
- 小林三郎（衆議院鹿児島県選出／警察官）：天城町
- 小牧昌業（貴族院勅選議員／漢学者、官僚、官選知事）：錦江町
- 小森雄介（衆議院宮崎県選出／実業家）：鹿児島市
- 西郷従道（貴族院侯爵議員／閣僚）：鹿児島市
- 西郷寅太郎（貴族院侯爵議員／陸軍軍人）：鹿児島市
- 税所篤秀（貴族院子爵議員）
- 逆瀬川仁次郎（衆議院鹿児島県選出／ジャーナリスト）：霧島市
- 坂本元明（衆議院鹿児島県選出）：和泊町
- 相良安之助（貴族院多額納税者議員／実業家、地方議員）
- 崎山武夫（衆議院鹿児島県選出／鉄道官僚）：鹿児島市
- 佐藤通代（衆議院鹿児島県選出／農業家）：志布志市
- 実吉安純（衆議院勅選議員／軍医、東京慈恵会医院専門学校校長）
- 鮫島慶彦（衆議院鹿児島県選出／地方議員）：南さつま市
- 鮫島相政（衆議院鹿児島県選出／地方議員、警察官、検事）：南九州市
- 鮫島武之助（貴族院勅選議員／官僚）：鹿児島市
- 重野安繹（貴族院勅選議員／漢学者、歴史学者）：鹿児島市
- 志々目藤彦（衆議院鹿児島県選出／地方議員、農業家）：鹿児島市
- 篠田政龍（衆議院鹿児島県選出／地方議員、大崎村長）：大崎町
- 島津珍彦（貴族院男爵議員・多額納税者議員／重富島津家当主）
- 島津忠重（貴族院公爵議員／島津氏第30代当主）：鹿児島市
- 島津忠義（貴族院公爵議員／島津氏第29代当主、薩摩藩12代藩主）
- 島津長丸（貴族院男爵議員／宮之城島津家当主、学校経営者）
- 千田嘉平（貴族院男爵議員／陸軍軍人）
- 千田貞暁（貴族院男爵議員／官選知事・県令）
- 宗前清（衆議院鹿児島県選出／弁護士）：知名町
- 園田安賢（貴族院男爵議員／内務・警察官僚、警視総監、北海道庁長官）
- 高崎親章（貴族院勅選議員／内務・警察官僚、官選知事、警保局長、日本製鋼所社長）
- 高島信茂（貴族院勅選議員／陸軍軍人）
- 高橋新吉（貴族院勅選議員／官僚、実業家〔日本勧業銀行総裁〕、幕末・明治初期の英学者）：鹿児島市
- 高原篤行（衆議院鹿児島県選出／地方議員、農業家）
- 高城憲夫（衆議院鹿児島県選出／教育者、枕崎市長）：枕崎市
- 竹内可吉（貴族院勅選議員／商工官僚）：鹿児島市
- 武満義雄（衆議院鹿児島県選出／地方議員、漁業家、教育者）：薩摩川内市
- 田中省三（衆議院鹿児島県選出／実業家）：霧島市
- 田中綱常（貴族院勅選議員／台湾総督府官僚、海軍軍人）
- 玉利喜造（貴族院勅選議員／農学者、鹿児島高等農林学校初代校長・名誉教授）
- 調所恒徳（貴族院男爵議員／技官、実業家）
- 津崎尚武（衆議院鹿児島県選出／内務官僚）：南大隅町
- 寺島誠一郎（貴族院伯爵議員）
- 寺田市正（衆議院鹿児島県選出／ジャーナリスト、川内市長）：薩摩川内市
- 寺原長輝（貴族院勅選議員／内務・警察官僚、警保局長、官選知事）：伊佐市
- 東郷茂徳（貴族院勅選議員／閣僚、外交官）：日置市
- 東郷彪（貴族院侯爵議員／宮内官僚）
- 東郷平八郎（貴族院侯爵議員／海軍大将）：鹿児島市
- 得能通昌（貴族院勅選議員／大蔵官僚）：鹿児島市
- 床次竹二郎（衆議院鹿児島県選出／閣僚、政友本党総裁、官僚、官選知事）：鹿児島市
- 飛岡卯一郎（衆議院鹿児島県選出／地方議員）：鹿児島市
- 中田薫 (貴族院勅選議員／法学者)
- 中村静興（衆議院鹿児島県選出／医師）：阿久根市
- 中村博愛（貴族院勅選議員／外交官、工部官僚）
- 中山嘉兵衛（貴族院多額納税者議員／実業家、地方議員）：曽於市
- 永山武四郎（貴族院勅選議員／軍人）：鹿児島市
- 永山武敏（貴族院男爵議員／陸軍軍人）
- 永山盛輝（貴族院勅選議員／官僚、県令）
- 奈良原繁（貴族院勅選議員／官僚、官選知事・県令、日本鉄道社長）
- 南郷武夫（衆議院鹿児島県選出／林業家、東市来町長・村長）：日置市
- 西村種礼（衆議院鹿児島県選出／地方議員、阿久根村長）：阿久根市
- 野津道貫（貴族院侯爵議員／陸軍軍人）：鹿児島市
- 萩亮（衆議院鹿児島県選出／検察官、内務官僚）：薩摩川内市
- 橋口兼三（貴族院勅選議員／裁判官、検察官）
- 長谷場敦（衆議院東京府選出／実業家、地方議員）：枕崎市
- 英義彦（衆議院鹿児島県選出／政治学者、日本大学教授)：喜界町
- 浜田精蔵（衆議院鹿児島県選出／実業家、地方議員）：姶良市
- 浜田尚友（衆議院鹿児島県選出／地方議員）：霧島市
- 林為良（衆議院鹿児島県選出）：徳之島町
- 林元俊（衆議院鹿児島県選出／実業家）：徳之島町
- 原耕（衆議院鹿児島県選出／医師、漁業家）：南さつま市
- 原口純允（衆議院鹿児島県選出／実業家、大口町長）：伊佐市
- 春島東四郎（衆議院鹿児島県選出／地方議員、ジャーナリスト、弁護士）：南さつま市
- 東一左右（衆議院鹿児島県選出／地方議員）：鹿屋市
- 東幸治（衆議院鹿児島県選出）：出水市
- 肥後静雄（衆議院鹿児島県選出／地方議員、東志布志村長）：志布志市
- 肥後幸盛（衆議院鹿児島県選出／実業家）：垂水市
- 久留義郷（衆議院鹿児島県選出／鉄道官僚）：徳之島町
- 日野辰次（衆議院鹿児島県選出／地方議員、実業家）
- 平田禎（衆議院鹿児島県選出／地方議員、実業家）：鹿屋市
- 平田二郎（衆議院鹿児島県選出／地方議員）：霧島市
- 樋渡次右衛門（衆議院鹿児島県選出／地方議員）：南九州市
- 福島美之助（衆議院鹿児島県選出）：曽於市
- 福永吉之助（貴族院勅選議員／海軍軍人）
- 藤武喜助（貴族院多額納税者議員／実業家、地方議員）
- 藤安辰次郎（貴族院多額納税者議員／実業家、地方議員）
- 麓純義（衆議院鹿児島県選出／弁護士、官選那覇市長、地方議員）：奄美市
- 古垣鉄郎（貴族院勅選議員／外交官、ジャーナリスト〔NHK会長〕）：日置市
- 堀基（貴族院勅選議員／開拓使、県令、実業家）
- 堀之内庄右衛門（貴族院多額納税者議員／実業家）：薩摩川内市
- 本田親雄（貴族院男爵議員／官僚）
- 本田親清（衆議院鳥取県選出／実業家）：南九州市
- 本田親済（貴族院男爵議員／実業家）
- 前田献吉（貴族院勅選議員／内務官僚、外交官、東京農林学校校長）：鹿児島市
- 前田兼宝（衆議院鹿児島県選出／内務・警察官僚）：南さつま市
- 前田正名（貴族院勅選議員／官僚、官選知事）：鹿児島市・指宿市
- 牧野伸顕（貴族院勅選議員／閣僚、外交官、官選知事）：鹿児島市
- 松方巌（貴族院公爵議員／銀行家）：鹿児島市
- 松方幸次郎（衆議院兵庫県・鹿児島県選出／実業家〔川崎造船所社長〕、美術収集家）：鹿児島市
- 松下禎二（衆議院鹿児島県選出／医学者、京都帝国大学教授）：薩摩川内市
- 三島彌太郎（貴族院子爵議員／銀行家）：鹿児島市
- 嶺山時善（衆議院鹿児島県選出）：徳之島町
- 村野山人（衆議院兵庫県選出／実業家）：鹿児島市
- 基俊良（衆議院鹿児島県選出／実業家）：奄美市
- 森兼道（衆議院東京府選出／地方議員、弁護士）：姶良市
- 森岡昌純（貴族院勅選議員／官僚、県令）：鹿児島市
- 安田定則（貴族院勅選議員／官僚、官選知事）
- 山岡国吉（衆議院鹿児島県選出／地方議員、弁護士、実業家）
- 山崎良純（衆議院鹿児島県選出／地方議員、実業家）：薩摩川内市
- 山下喜兵衛（貴族院多額納税者議員／実業家、地方議員）：鹿児島市
- 山田為暄（貴族院勅選議員／内務・警察官僚、官選知事、警視総監）
- 山之内一次（貴族院勅選議員／閣僚、内務・鉄道官僚、官選知事）：鹿児島市
- 山元亀次郎（衆議院鹿児島県選出／社会運動家）：瀬戸内町
- 山本実彦（衆議院鹿児島県選出／協同民主党委員長、ジャーナリスト、改造社創業者・社長）：薩摩川内市
- 湯地定監（貴族院勅選議員／海軍軍人）：鹿児島市
- 湯地定基（貴族院勅選議員／開拓使・内務官僚、農業技官、県令）：鹿児島市
- 柚木慶二（衆議院鹿児島県選出）：姶良市
- 吉井幸蔵（貴族院伯爵議員／海軍軍人、大日本帝国水難救済会第2代会長）

## 公人〔地方首長〕

### 都道府県知事

#### 公選知事
- 伊藤祐一郎（鹿児島県知事／自治・総務官僚）：出水市
- 金丸三郎（鹿児島県知事／参議院議員、閣僚、内務・自治官僚）：出水市
- 鎌田要人（鹿児島県知事／参議院議員、内務・自治官僚）：南さつま市
- 塩田康一（鹿児島県知事／経産官僚）：鹿児島市
- 須賀龍郎（鹿児島県知事）：指宿市
- 寺園勝志（鹿児島県知事／内務・厚生官僚）：湧水町
- 土屋佳照（鹿児島県知事／自治官僚）：鹿屋市
- 東国原英夫（宮崎県知事／衆議院議員、タレント）：曽於市（出生地：宮崎県）
- 三反園訓（鹿児島県知事／衆議院議員、ジャーナリスト）：指宿市

#### 官選知事
県令等を含む。
- 内田政風(金沢県令)
- 大迫貞清(静岡県令、沖縄・鹿児島県知事)
- 折田平内(山形県令、福島・栃木・広島・滋賀県知事)
- 樺山資雄(栃木県令、栃木・佐賀・岐阜・宮城・宮崎県知事)
- 税所篤(堺県令、河内県・奈良県・兵庫県知事、枢密顧問官)
- 調所広丈(札幌県令、高知・鳥取県知事、初代札幌農学校長)
- 千田貞暁(広島・新潟・和歌山・愛知・宮崎県知事、京都府知事)
- 時任為基(函館県令、宮崎・高知・静岡・愛知・宮城県知事、大阪府知事)
- 野村盛秀(長崎・日田県知事、埼玉県令)
- 三島通庸(山形・福島・栃木県令、第5代警視総監)
- 安立利綱(福井県知事)
- 安楽兼道(山口・福島・岐阜県知事)
- 池田清(大阪府知事、北海道庁長官)
- 池田清志(栃木県知事)
- 池松時和(福井・千葉・滋賀・和歌山県知事、大阪府・京都府知事)
- 岩山敬義(宮崎・石川県知事)
- 大浦兼武(島根・山口・熊本・宮城県知事)
- 大久保利武(鳥取・大分・埼玉県知事、大阪府知事)
- 大山綱昌(佐賀・山梨・長野・岡山県知事)
- 押川則吉(山形・大分・長野・岩手・熊本県知事)
- 海江田信義(奈良県知事、元老院議官)
- 柏田盛文(千葉・茨城・新潟県知事)
- 川上親晴(富山・和歌山・熊本県知事)
- 川越壮介(徳島・沖縄県知事)
- 河島醇(滋賀・福岡県知事、北海道庁長官)
- 川路利恭(岐阜・奈良・熊本・福岡県知事)
- 久米成夫(愛媛県知事)
- 小牧昌業(奈良・愛媛県知事)
- 佐藤暢(栃木県知事)
- 白男川譲介(福井・静岡県知事)
- 菅井誠美(栃木・愛媛県知事)
- 平敏孝(滋賀・長崎県知事)
- 高崎五六(東京府知事、元老院議官):鹿児島市
- 高崎親章(茨城・長野・岡山・宮城県知事、京都府・大阪府知事)
- 寺島宗則(神奈川県知事、外務卿、文部卿、元老院議官、枢密顧問官):阿久根市
- 寺原長輝(奈良・茨城・福岡県知事):伊佐市
- 床次竹二郎(樺太庁長官、秋田・徳島県知事)
- 永野芳辰(高知県知事):奄美市
- 中井弘(滋賀県・京都府知事)
- 野村政明(鳥取・和歌山・岐阜・宮城・石川・愛知県知事)
- 原田維織(栃木県知事)
- 末弘直方(高知・岩手・香川県知事)
- 前田正名(山梨県知事)
- 牧野伸顕(福井・茨城県知事)
- 道岡秀彦(青森・静岡県知事)
- 宮田笑内(福井県知事)
- 山岡国利(群馬・三重県知事)
- 山田為暄(福岡・大分県知事)
- 山之内一次(青森県知事、北海道庁長官)

### 市区町村長

#### 公選首長
県外市区町村長
- 大藏律子（神奈川県平塚市長）：南さつま市
- 小倉基（東京都渋谷区長）：鹿児島市
- 折小野良一（宮崎県延岡市長）：さつま町
- 現王園孝昭（埼玉県北本市長）
- 笹山幸俊（兵庫県神戸市長）
- 田畑金光（福島県いわき市長）：龍郷町
- 田畑健介（東京都練馬区長）：奄美市
- 東前豊（岐阜県岐阜市長〔公選初代〕、全国市長会初代会長）：知名町
- 藤井信吾（茨城県取手市長）：鹿児島市
- 前川燿男（東京都練馬区長）：鹿児島市
- 村岡隆明（宮崎県えびの市長）：湧水町
- 山田敬治（東京都港区長）

県内市町村長（主要な人物）
- 赤崎義則（鹿児島市長、全国市長会会長）：日置市
- 泉芳朗（名瀬市長／奄美社会民主党委員長、奄美復帰運動家、詩人、教育者）：伊仙町
- 大久保明（伊仙町長／医師）：伊仙町
- 勝目清（鹿児島市長〔公選初代〕）：鹿児島市
- 隈元新（伊佐市長〔初代〕・大口市長）：伊佐市
- 五位塚剛（曽於市長）：曽於市
- 末吉利雄（鹿児島市長〔谷山市と合併後の新たな鹿児島市で初選出〕）
- 田畑誠一（いちき串木野市長〔初代〕・串木野市長）：いちき串木野市
- 塚田新市（串木野市長）：いちき串木野市
- 豊留悦男（指宿市長／教育者）：指宿市
- 永田良吉（鹿屋市長）：鹿屋市
- 塗木弘幸（南九州市長）：南九州市
- 橋口行彦（串木野市長〔初代〕・串木野町長〔公選初代〕／鉄道技師、鉄道大臣官房研究所所長）：いちき串木野市
- 平瀬實武（鹿児島市長〔初の革新市長〕、串木野市長／温泉銭湯経営者）：鹿児島市
- 前田終止（霧島市長〔初代〕・牧園町長）：霧島市
- 森博幸（鹿児島市長）：鹿児島市
- 八板俊輔（西之表市長／ジャーナリスト）：西之表市
- 山元宗（与論町長／教育者）
- 吉峯良二（加世田市長）

#### 官選市長
- 西郷菊次郎（京都市長）：龍郷町
- 市来乙彦（東京市長）
- 田尻稲次郎（東京市長）：（出生地：京都府）
- 肝付兼行（大阪市長）
- 内田政彦（長崎県佐世保市長）
- 川上親俊（三重県四日市市長）
- 川久保常次郎（千葉県船橋市長〔初代〕）
- 川越壮介（宮崎市長）
- 郷田兼安（大分県佐伯市長）
- 小森慶助（静岡市長／教育者、旧制甲南高等学校初代校長）
- 立花一（京都府舞鶴市長）：鹿児島市
- 前田慎吾（福岡県大牟田市長）

## 公人〔官僚・公的機関職員〕

### 事務次官級の官僚
- 有馬元治（労働事務次官／内務・労働官僚／衆議院議員）：薩摩川内市
- 市来乙彦（大蔵次官／大蔵官僚／参議院議員、貴族院議員、閣僚、日本銀行総裁）
- 上野博史（農林水産事務次官／農林水産官僚、食糧庁長官／農林漁業信用基金理事長、農林中央金庫理事長）
- 内田俊一（内閣府事務次官、消費者庁長官／建設官僚／建設業振興基金理事長）
- 枝元真徹（農林水産事務次官／農林水産官僚）
- 押川則吉（農商務次官、内務次官／農商務・内務官僚、技師、官選知事／貴族院議員）
- 柏田盛文（文部次官／地方議員、官選知事、衆議院議員、旧制第四高等学校校長）：薩摩川内市
- 金丸三郎（自治事務次官／内務・自治官僚／鹿児島県知事、参議院議員、閣僚)
- 鎌田要人（自治事務次官／内務・自治官僚、消防庁長官／鹿児島県知事、参議院議員)：南さつま市
- 川越丈雄（大蔵次官／大蔵官僚、法制局長官／平和相互銀行社長・会長）
- 木場貞長（文部次官／文部官僚／法学者、貴族院議員）：鹿児島市
- 坂元貞一郎（厚生事務次官／厚生官僚／環境衛生金融公庫理事長）：阿久根市
- 鮫島尚信（外務大輔／外交官、在仏特命全権公使）：鹿児島市
- 曾山克巳（郵政事務次官／郵政官僚、日本電気役員、日本電気システム建設会長、エフエムジャパン社長）：鹿児島市
- 竹内可吉（商工次官、軍需次官／商工官僚、企画院総裁／貴族院議員）：鹿児島市
- 谷村唯一郎（司法次官／司法官僚〔法曹一元化の一環で入省〕／弁護士、東京弁護士会会長、最高裁判事）：奄美市
- 土屋佳照（自治事務次官／自治官僚／鹿児島県知事)：鹿屋市
- 西春彦（外務次官／外交官、駐英大使）：南さつま市
- 前田正名（農商務次官／内務・農商務官僚、官選知事／東京農林学校校長、貴族院議員）
- 牧隆壽（沖縄開発事務次官／自治官僚／全国町村議会議長会事務総長）：屋久島町
- 牧野伸顕（文部次官／外交官・官僚、官選知事／閣僚、貴族院議員）：鹿児島市
- 森有礼（外務大輔／外交官／閣僚）：鹿児島市
- 吉井友実（工部大輔／官僚／日本鉄道初代社長）：鹿児島市
- 吉田清成（外務大輔、農商務大輔・農商務次官／外交官）：鹿児島市

### 警視総監、警察庁長官・警保局長
- 川路利良（初代警視総監〔大警視〕、日本の近代警察組織の創設者）：鹿児島市
- 大山巌（第2代警視総監〔大警視〕／軍人、閣僚、貴族院議員、）：鹿児島市
- 樺山資紀（第3代警視総監／軍人、閣僚）：鹿児島市
- 大迫貞清（第4代警視総監／官選知事・県令、元老院議官、貴族院議員）：鹿児島市
- 三島通庸（第5代警視総監／県令、内務官僚）：鹿児島市
- 折田平内（第6代警視総監／官選知事・県令、貴族院議員）：鹿児島市
- 園田安賢（第8・10代警視総監／内務・警察官僚、貴族院議員、北海道庁長官）
- 山田為暄（第9代警視総監／内務・警察官僚、官選知事、貴族院議員）
- 大浦兼武（第12・14代警視総監／内務・警察官僚、官選知事、閣僚、貴族院議員）：さつま町
- 安楽兼道（第13・17・19・21警視総監、警保局長／内務・警察官僚、官選知事、貴族院議員）：鹿児島市
- 安立綱之（第15代警視総監、警保局長／内務・警察官僚、貴族院議員）：鹿児島市
- 川上親晴（第20代警視総監／内務・警察官僚、官選知事、官選京都市長、貴族院議員）
- 池田清（第46代警視総監／内務・警察官僚、官選知事、衆議院議員、貴族院議員）
- 下稲葉耕吉（第73代警視総監／内務・警察官僚、参議院議員、閣僚）
- 高崎親章（警保局長／内務・警察官僚、官選知事、貴族院議員）
- 寺原長輝（警保局長／内務・警察官僚、官選知事、貴族院議員）

### 日本銀行総裁
- 吉原重俊（初代総裁／外交官、大蔵官僚）：鹿児島市
- 三島弥太郎（8代総裁／国会議員）：鹿児島市
- 市来乙彦（10代総裁／官選東京市長、国会議員、閣僚）：鹿児島市

### その他の官僚・国会職員・行政職員等
これまでの節で未出の人物。
- 相星孝一（外交官〔駐大韓民国大使、駐イスラエル大使、駐ベトナム公使、本省局長、地球規模課題審議官〕）
- 荒川巳次（外交官〔駐スペイン公使、駐メキシコ公使〕）
- 有村正意（郵政官僚〔本省局長〕、NTTドコモ関西顧問・社長、東京海上日動火災保険顧問）：鹿児島市
- 指宿清秀（国会職員〔第9代参議院事務総長〕、国立国会図書館館長）：徳之島町
- 稲村公望（郵政・総務官僚〔郵政事業庁次長〕、日本郵政公社常務理事、電気通信普及財団理事長）：天城町
- 今村武俊（文部科学官僚〔本省局長、文化庁次長〕、教育評論家、鹿屋体育大学第3学長、鹿児島女子大学学長）：霧島市
- 大久保利隆（外交官〔駐ハンガリー兼ユーゴスラビア公使、駐アルゼンチン大使〕、外務省参与）
- 大山綱明（大蔵官僚〔本省局長〕、全国清涼飲料連合会会長、日本関税協会理事長）
- 大山綱介（外交官〔駐イタリア公使〕）：南さつま市
- 大山真未（文部科学官僚〔国際統括官兼日本ユネスコ国内委員会事務総長〕）
- 加治木俊道（大蔵官僚〔本省局長〕）
- 上國料巽（大蔵官僚）
- 木内岳志（農林水産官僚〔東北農政局長〕、農林水産消費安全技術センター理事長）
- 北原三男（台湾総督府官僚）
- 窪田勝弘（大蔵官僚、国会職員〔第13代衆議院法制局長〕）：南さつま市
- 小平田浩司（運輸・国土交通官僚〔九州地方整備局長〕）：鹿児島市
- 胡摩窪淳志（外交官）
- 榊真一（建設・国土交通官僚〔本省局長〕、茨城県副知事）
- 酒匂秀一（外交官〔駐ポーランド大使、駐フィンランド公使〕、南洋協会理事長）
- 鮫島眞男（国会職員〔第4代衆議院法制局長〕、法学者〔商法〕）：日置市
- 重枝豊英（外交官〔駐リトアニア公使〕）
- 白石昌己（第10代海上保安監）[1]
- 白石優生（農林水産省職員、YouTuber）：鹿児島市[2]
- 図師民嘉（鉄道官僚〔鉄道員理事・経理部長〕、帝国鉄道協会理事）：鹿児島市
- 園田孝吉（外交官、実業家）：伊佐市
- 髙山成年（農林水産官僚）：鹿屋市[3]
- 立川宗保（農林水産官僚〔本省局長〕、日本食糧倉庫社長、大日本蚕糸会会頭）：いちき串木野市
- 椿秀洋（外交官〔駐ボリビア大使〕）
- 寺脇研（文部科学官僚〔文化庁文化部長〕、教育評論家、映画評論家）：鹿児島市（出生地：福岡県）
- 得能良介（大蔵官僚〔初代印刷局長、初代大蔵技監〕、法務官僚）：鹿児島市
- 飛松五男（兵庫県警警察官）：阿久根市
- 豊島至（アメリカ統治下の奄美群島の首長〔臨時北部南西諸島政庁知事〕、教育者）：瀬戸内町
- 泊龍雄（文部官僚〔本省局長〕、放送大学学園理事）：鹿児島市
- 中野重人（文部官僚〔国立教育研究所教科教育研究部長〕、教育学者）
- 新元鹿之助（技官、鉄道技師、台湾総督府鉄道部長、歌人）：鹿児島市
- 野村綱（文部官僚、教育者、地方議員）：鹿児島市
- 畠山義成（文部官僚、東京開成学校〔現・東京大学〕校長、東京外国語学校〔現・東京外国語大学〕校長、東京書籍館〔現・国立国会図書館〕館長）：鹿児島市
- 羽田浩二（外交官〔駐イラン大使、駐フィリピン大使〕）
- 東栄二（商工官僚〔本省局長、企画院部長〕）
- 平原浩哉（台湾総督府官僚、内務官僚）
- 福永哲郎（経産官僚〔初代貿易経済安全保障局長〕）[4]
- 福元岩吉（台湾総督府官僚、内務官僚）：鹿児島市
- 藤崎一郎（外交官〔駐アメリカ大使、外務審議官〕、日米協会会長、世界平和研究所理事長）
- 藤田栄介（外交官〔駐ルーマニア公使〕）
- 二石昌人（外交官〔駐ブルキナファソ大使〕）
- 堀義貴（外交官〔駐メキシコ公使〕）
- 堀江宏之（総務官僚〔本省局長〕）
- 本田勝規（鹿児島県職員、奄美群島振興開発基金理事長）：龍郷町
- 松元照仁（総務官僚、東京大学教授、北九州市副市長）
- 丸山博（運輸・国土交通官僚〔国土交通審議官〕、駐フィンランド大使、空港施設社長・会長）
- 村田新八（宮内大丞）：鹿児島市
- 山下隆一（経産官僚〔資源エネルギー庁次長、本省局長〕）

## 法曹

### 最高裁判所長官・大審院長、最高裁判所判事、検事総長
- 岸良兼養（第3代大審院長、大審院詰大検事・大審院詰検事長・勅任検事〔現・検事総長〕）：鹿児島市
- 泉二新熊（第20代大審院長、第13代検事総長／法学者〔刑法〕）：龍郷町
- 田中耕太郎（第2代最高裁判所長官／閣僚、国会議員、法学者〔法哲学〕）：鹿児島市
- 谷口正孝（最高裁判所判事／裁判官、地方裁判所所長、高等裁判所判事）
- 谷村唯一郎（最高裁判所判事／弁護士）：奄美市
- 藤崎萬里（最高裁判所判事／外交官〔本省局長、駐オランダ大使、駐タイ王国大使〕）：鹿児島市

### 日本弁護士連合会会長、各弁護士会会長
- 奥山八郎（日本弁護士連合会会長、第二東京弁護士会会長）：徳之島町
- 木尾虎之助（京城内地人弁護士会会長／国会議員）：薩摩川内市
- 木山義朗（鹿児島県弁護士会会長、日本弁護士連合会副会長）
- 佐藤通吉（鹿児島県弁護士会会長／国会議員）：志布志市
- 谷村唯一郎（東京弁護士会会長／最高裁判事）：奄美市
- 野村不二（鹿児島県弁護士会会長／地方議員、林業家）：肝付町
- 前之園喜一郎（鹿児島県弁護士会会長／国会議員、地方議員）：指宿市・鹿屋市
- 森兼道（鹿児島県弁護士会会長／国会議員、地方議員）：姶良市
- 山岡国吉（鹿児島県弁護士会会長／国会議員、地方議員、実業家）
- 山口健一（大阪弁護士会会長、日本弁護士連合会副会長）：薩摩川内市
- 山田璋（第二東京弁護士会会長、日本弁護士連合会副会長）：鹿児島市（出生地：岡山県）

### その他の法曹
- 石黒美幸（弁護士、東京大学教授〔法曹実務家教員〕）
- 植村立郎（裁判官、地方裁判所所長、高等裁判所判事）
- 千田恵介（検察官、検事正、東京大学教授〔法曹実務家教員〕、駐サモア大使）
- 龍岡資晃（裁判官、地方裁判所所長、高等裁判所長官、学習院大学教授〔法曹実務教員〕）
- 平田厚（弁護士、明治大学教授〔法曹実務家教員〕）
- 淵邊善彦（弁護士、東京大学教授〔法曹実務家教員〕）
- 山元裕史（検察官〔次長検事〕、法務官僚）

## その他の政治活動家や社会運動家
これまでの節で未出の人物。
- 小磯善彦（東京都議会議員）（出生地：大阪府）
- 是枝恭二（政治運動家）：鹿児島市
- 野口寛（西之表市議会議員、政治運動家）：鹿児島市
- 益田哲夫（労働運動家）
- 四元義隆（政治運動家、政界指南役）：鹿児島市

## 自衛官・軍人

### 幹部自衛官
- 鮫島博一（海将、第9代統合幕僚会議議長、第10代海上幕僚長）
- 先崎一（陸将、初代統合幕僚長、第29代陸上幕僚長）：出水市高尾野町
- 山田正雄（陸将、第7代陸上幕僚長）：鹿児島県生まれ静岡県出身
- 飯山茂（陸将、第15代東部方面総監）
- 源川幸夫（陸将、第23代東部・第21代東北方面総監）
- 番匠幸一郎（陸将、第35代西部方面総監）
- 肥田真幸（海将、第9代航空集団司令官）
- 松下泰士（海将、第41代自衛艦隊司令官）
- 大室孟（空将、第7代航空幕僚長）
- 緒方景俊（空将、第8代航空幕僚長）
- 平野晃（空将、第13代航空幕僚長）：鹿屋市
- 平岡裕治（空将、第24代航空幕僚長）：伊佐市
- 遠竹郁夫（空将、第26代航空幕僚長）
- 外薗健一朗（空将、第30代航空幕僚長）
- 内倉浩昭（空将、第8代統合幕僚長、第37代航空幕僚長）：垂水市
- 左近允尚敏（海将、第18代統合幕僚会議事務局長、第15代統合幕僚学校長）
- 末吉洋明（陸将、第41代北部方面総監）
- 松薗勉（陸将、医官、初代陸上自衛隊衛生学校長）
- 黒江保彦（空将補、陸軍少佐(戦闘機パイロット)）：日置市
- 大小田八尋（陸佐、軍事評論家、ノンフィクション作家）
- 杉之尾宜生（陸佐、近代戦史研究家、元防衛大学校教授）
- 西成人（海将）
- 中尾剛久（海将）

### 大日本帝国陸軍軍人
- 桐野利秋（鎮西鎮台司令長官、陸軍裁判所所長）：鹿児島市
- 大山巌（元陸軍大臣）：鹿児島市
- 種田政明（少将、熊本鎮台・東京鎮台司令長官）
- 野津鎮雄（中将、熊本鎮台・東京鎮台司令長官）：鹿児島市
- 野津道貫
- 川上操六
- 篠原国幹（陸軍少将、近衛長官）：鹿児島市
- 黒木為楨
- 高島鞆之助（陸軍大臣、大阪偕行社学院(追手門学院の前身)設立）
- 西寛二郎
- 村田経芳（村田銃開発者)
- 川村景明
- 大迫尚敏
- 鮫島重雄 （陸軍大将）：南九州市（旧川辺郡川辺町平山）
- 大迫尚道
- 町田経宇
- 田中国重
- 菱刈隆
- 吉田豊彦
- 牛島満
- 西竹一（陸軍大佐、ロス五輪馬術金メダル）：本籍地が鹿児島県
- 千田貞季（陸軍中将、仙台陸軍幼年学校長）
- 高山公通（陸軍中将 第18師団長）伊佐市
- 若松幸禧（陸軍中佐、戦闘機パイロット、RedNoseのエース)：薩摩川内市

### 大日本帝国海軍軍人
- 東郷平八郎（元帥海軍大将、連合艦隊司令長官、海軍軍令部長）：鹿児島市
- 樺山資紀（白洲正子の祖父、台湾総督）：鹿児島市
- 伊東祐亨（元帥海軍大将、初代連合艦隊司令長官、海軍軍令部長）：鹿児島市
- 井上良馨（元帥海軍大将、海軍軍令部長）：鹿児島市
- 伊集院五郎（元帥海軍大将、連合艦隊司令長官、海軍軍令部長、伊集院信管開発者）：鹿児島市
- 野村直邦（海軍大臣、海軍大将）：日置市
- 上村彦之丞（海軍大将）：鹿児島市
- 肝付兼行（海軍中将、大阪市長）
- 有馬正文（海軍中将）：日置市
- 高木助一（海軍中将、舞鶴予備艦隊司令官）
- 神重徳（海軍少将）：出水市高尾野町
- 前田精（海軍少将）：姶良市加治木町
- 小園安名（海軍大佐）：南九州市
- 河原要一（海軍中将）：鹿児島市
- 横山正治（海軍少佐）：鹿児島市、真珠湾攻撃における九軍神の一人
- 日高初男（海軍中尉、戦闘機パイロット）
- 宮里秀徳

## 文化人〔研究・文筆・教育・宗教分野〕

### 学者〔理・工・農・医系〕
- 赤木洋勝（薬学者・衛生学者〔公衆衛生、環境衛生学、水銀研究〕）：枕崎市
- 赤﨑勇（工学者〔半導体工学、青色発光ダイオードの開発〕、ノーベル物理学賞受賞者、日本学士院賞・恩賜賞受賞者、文化功労者、文化勲章受章者、日本学術会議栄誉会員、名古屋大学特別教授・名誉教授、名城大学終身教授・特別栄誉教授）：南九州市・鹿児島市
- 赤崎兼義（医学者〔病理学〕、東北大学名誉教授、愛知県がんセンター研究所名誉所長）（出生地：宮崎県）
- 赤崎正則（工学者〔プラズマ工学〕、九州大学名誉教授、福岡工業大学学長）：南九州市・鹿児島市
- 赤星進（医学者〔精神医学〕、日本ルーテル神学大学教授、東京神学大学教授）：鹿児島市
- 朝倉哲彦（医学者〔脳神経外科〕、鹿児島大学名誉教授）
- 荒川規矩男（医学者〔内科学、高血圧研究〕、福岡大学名誉教授、国際高血圧学会第12代理事長）：曽於市
- 荒殿誠（化学者〔コロイド・界面化学〕、九州大学プロボスト）
- 有川節夫（計算機科学者、九州大学第22代総長・名誉教授、放送大学学園理事長）：鹿児島市
- 有田正光（工学者・環境学者〔水理学〕、東京電機大学名誉教授）
- 有馬正高（医学者〔小児神経学、障害者医学〕、国立精神・神経医療研究センター病院名誉院長、東京都立東部療育センター名誉院長、日本重症心身障害学会名誉理事長、日本発達障害学会第4代会長）：鹿児島市・日置市
- 有村章（医学・生理学者〔神経科学〕、テュレーン大学名誉教授）：鹿児島市
- 池ノ上克（医学者〔周産期医学〕、宮崎大学学長・名誉教授）：鹿児島市
- 池ノ上容（園芸学者〔造園学、自然公園制度研究〕、国立公園協会名誉会長、日本造園学会会長）
- 石井恵子（生物学・生理学者〔感染免疫学〕）
- 石田潤一郎（建築学者〔建築史学〕、京都工芸繊維大学名誉教授）：鹿児島市
- 射場本忠彦（工学者〔建築環境工学〕、東京電機大学第10代学長・名誉教授）：鹿児島市
- 井上博允（工学者〔ロボット工学〕、東京大学名誉教授）：鹿児島市
- 今村明恒（地震学者、東京帝国大学教授）：鹿児島市
- 今村明光（医学者〔内科学〕、東京女子医学専門学校教授）：鹿児島市
- 今村保忠（化学者〔生化学、構造生物化学〕、工学院大学学長・教授）：東串良町
- 入来重盛（生物学者〔細胞生物学〕、東京教育大学名誉教授）：鹿児島市
- 入鹿山且朗（医学者〔衛生学、疫学、水俣病研究〕、熊本大学名誉教授）：日置市
- 岩崎松之助（工学者〔航空工学〕、九州大学名誉教授、熊本工業大学〔崇城大学〕名誉教授）：鹿児島市（出生地：旧朝鮮総督府統治地域）
- 内薗耕二（医学・生理学者、日本学士院賞受賞者、東京大学名誉教授、静岡県立大学初代学長・名誉教授、生理学研究所初代所長・名誉教授）：鹿屋市
- 江石清行（医学者〔心臓血管外科学〕、長崎大学教授）：鹿児島市
- 江口篤寿（健康科学者・医学者〔小児保健学、学校保健学、保健社会学〕、筑波大学名誉教授）
- 江夏弘（物理学者〔理論物理学、素粒子論〕、立命館大学名誉教授）（出生地：宮崎県）
- 岡本巌（地球物理学者〔陸水学、琵琶湖研究〕、滋賀大学名誉教授）：鹿児島市
- 鬼丸孝博（物理学者〔磁性物理学〕、広島大学教授）
- 小原貞敏（工学者〔機械工学〕、鹿児島大学名誉教授、鹿児島工業高等専門学校初代校長）：鹿児島市
- 面高俊宏（天文学者〔宇宙電波天文学〕、鹿児島大学名誉教授）
- 加治屋勝子（栄養学者）：南さつま市
- 金澤昭夫（水産学者〔水産化学、水族栄養学〕、鹿児島大学名誉教授）：鹿児島市
- 金久正弘（工学者〔電気工学・電子工学〕、神戸大学名誉教授）：瀬戸内町
- 金久卓也（医学者〔内科学、心身医学〕、鹿児島大学名誉教授）：瀬戸内町
- 金久實（生命科学者〔バイオインフォマティクス〕、京都大学名誉教授）：鹿児島市（出生地：長崎県）
- 神野耕太郎（医学者〔生理学〕、東京医科歯科大学名誉教授）：南さつま市（出生地：東京都）
- 上甫木昭春（園芸学者〔地域生態学、緑地計画〕、大阪府立大学名誉教授）
- 川畑愛義（医学者〔公衆衛生学・健康学〕、京都大学名誉教授）：南九州市
- 川原隆造（医学者〔精神医学、内観療法〕、鳥取大学名誉教授）：肝付町
- 北薗幸一（工学者〔材料工学、宇宙工学〕、東京都立大学教授）
- 久保伊津男（生物学者〔海洋生物学〕、東京水産大学教授）：日置市
- 久保千春（医学者〔心身医学、心療内科学〕、九州大学第22代総長、中村学園大学学長、日本心療内科学会理事長）
- 久保田尚志（化学者〔有機化学〕、日本学士院賞受賞者、大阪市立大学名誉教授、近畿大学教授）：鹿児島市
- 久保園晃（宇宙航空エンジニア、宇宙開発事業団理事、種子島宇宙センター所長、有人宇宙システム社長）：日置市（出生地：旧満州国）
- 黒木敏郎（水産学者〔水産工学、イルカ研究〕、東京水産大学名誉教授）：鹿屋市
- 黒丸正四郎（医学者〔精神神経科学〕、神戸大学名誉教授）
- 高良和武（物理学者〔放射光科学、結晶学〕、東京大学名誉教授、高エネルギー加速器研究機構名誉教授）：鹿児島市
- 高良武久（医学者〔精神医学、森田療法〕、東京慈恵会医科大学名誉教授）：南九州市
- 近藤科江（医学者・薬学者〔分子腫瘍学、バイオイメージング、がん新薬創成研究〕、東京工業大学教授、日本女性科学者の会会長）
- 﨑元達郎（工学者〔構造工学〕、熊本大学第11代学長・名誉教授、熊本保健科学大学学長）：出水市
- 櫻井英樹（化学者〔有機ケイ素化学、有機合成化学〕、日本学士院賞・恩賜賞受賞者、文化功労者、東北大学名誉教授、日本化学会会長）（出生地：奈良県）
- 佐多愛彦（医学者、大阪医科大学学長）
- 佐藤和人（医学者・健康科学者〔内科学、応用健康科学、食生活学〕日本女子大学第13代学長・教授
- 鮫島浩 〔医学者・産婦人科学〔母体胎児医学、周産期・新生児医学、新生児血液学〕宮崎大学学長
- 塩田邦郎（農学者・生物学者〔生化学、獣医学、エピジェネティクス〕、東京大学名誉教授）
- 新福尚武（医学者〔精神医学、心身医学〕、東京慈恵会医科大学名誉教授）：鹿児島市
- 杉安和憲（工学者〔高分子化学、材料科学〕、京都大学教授）
- 諏訪兼位（地球科学者〔岩石学、地質学〕、名古屋大学名誉教授、日本福祉大学学長・名誉教授、歌人）：鹿児島市
- 瀬戸上健二郎（医師〔外科〕、離島・僻地医療推進活動家）：東串良町
- 薗頭健吉（化学者〔有機合成化学〕、大阪市立大学名誉教授）
- 髙橋聡美（看護学者〔精神看護学〕）：鹿屋市・南さつま市
- 谷山鉄郎（農学者・環境学者〔作物学、大気汚染研究〕、三重大学名誉教授）
- 玉利喜造（農学者、鹿児島高等農林学校初代校長・名誉教授、盛岡高等農林学校校長、帝国大学農科大学教授、貴族院議員）
- 丹下梅子（栄養学者、女性初の帝国大学生の一人、日本女子大学教授）：鹿児島市
- 藤堂省（医学者〔外科学、臓器移植研究〕、北海道大学名誉教授）：霧島市
- 堂免一成（化学者〔光触媒〕、東京大学教授）
- 床次眞司（保健物理学者、弘前大学教授）
- 冨永茂人（農学者〔果樹栽培学、島嶼農業研究、農業環境論〕、鹿児島大学名誉教授）：いちき串木野市
- 中釜斉（医学者〔腫瘍学〕、第3代国立がん研究センター理事長）[5]
- 新原晧一（工学者〔材料工学、セラミックス研究〕、長岡技術科学大学第7代学長・名誉教授、大阪大学名誉教授）
- 和秀雄（霊長類学者、大阪大学名誉教授）
- 西原寛（化学者〔錯体化学、電気化学、光化学〕、東京大学名誉教授）
- 橋村三郎（医学者・生理学者〔神経生理学・電気生理学〕、鹿児島大学名誉教授）：鹿児島市
- 林明人（医学者〔リハビリテーション医学〕、順天堂大学教授）：霧島市
- 林宗明（工学者〔電気工学〕、京都大学名誉教授）（出生地：宮崎県）
- 原田正純（医学者〔水俣病研究、精神神経科学、体質医学〕、熊本大学名誉教授）：さつま町
- 東昇（医学者〔ウイルス学、電子顕微鏡学〕、京都大学名誉教授）：南九州市
- 平野春逸（医学者〔生理学〕、福岡大学名誉教授、クラシック音楽レコード収集家、ツバキ愛好家）：鹿児島市
- 福迫尚一郎（工学者〔熱工学〕、北海道大学名誉教授）
- 福島正人（工学者〔建築構造学〕、大阪工業大学名誉教授、俳人）
- 福田正臣（医学者〔内科学〕、自然保護運動家）：龍郷町
- 船津公人（化学者〔応用化学、ケモインフォマティクス〕、東京大学名誉教授）
- 外西寿彦（医師・医学者〔産婦人科、周産期医療、母子救急医療〕、鹿児島市立病院第5代院長）（出生地：宮崎県）
- 本田幸介（農学者、東京帝国大学教授、九州帝国大学教授）
- 本田睦（工学者〔高速空気力学〕、東北大学名誉教授）：いちき串木野市
- 前田芳實（農学者〔畜産学〕、鹿児島大学第12代学長・名誉教授）
- 牧角三郎〔法医学者、九州大学名誉教授）：南九州市
- 町田咲吉（農学者、東京帝国大学名誉教授）
- 松﨑典弥（工学者、大阪大学教授）：鹿児島市
- 松田達郎（生態学者、国立極地研究所所長・名誉教授）：南さつま市
- 操坦道（医学者〔内科学、感染症学、ウイルス学〕、九州大学名誉教授）：和泊町
- 御園生誠（化学者〔触媒化学、化学環境学〕、東京大学名誉教授）
- 光吉健次（建築学者〔都市計画〕、九州大学名誉教授）
- 宮原武熊（医学者〔眼科学〕、日本統治時代の台湾の地方政治家）：南九州市
- 村上忠敬（天文学者、広島大学名誉教授、広島女学院大学学長）：鹿児島市
- 村田洋次郎（物理学者〔原子核研究〕、東京大学名誉教授）：鹿児島市
- 村野健太郎（環境学者〔酸性雨、大気汚染〕、法政大学教授）：鹿児島市
- 森周六（農学者〔農業機具研究〕、九州大学教授）：瀬戸内町
- 諸熊奎治（化学者〔理論計算化学〕、日本学士院賞・恩賜賞受賞者、エモリー大学名誉教授、自然科学研究機構分子科学研究所名誉教授、国際量子分子科学アカデミー会長）：鹿児島市
- 諸麥俊司（工学者〔医用生体工学〕）
- 山内俊吉（工学者〔材料工学〕、東京工業大学学長・名誉教授）：霧島市

### 学者〔人文学・社会科学・人間科学系〕
- 朝倉正昭（スポーツ科学者・教育学者〔体育科教育学、新体操〕、国士舘大学学長・名誉教授、オリンピック新体操監督）：姶良市
- 阿蘇瑞枝（国文学者〔万葉集研究〕、日本女子大学教授、共立女子大学教授）（出生地：旧満州国）
- 鰺坂二夫（教育学者〔教育哲学、児童教育学〕、京都大学名誉教授、甲南女子大学第2代学長）：南さつま市
- 鰺坂真（哲学者〔ドイツ古典哲学、ヘーゲル哲学〕、関西大学名誉教授）
- 棈松源一（モンゴル学者〔モンゴル語学、モンゴル文化研究〕、大阪外国語大学名誉教授）：鹿児島市
- 有永弘人（フランス文学者、東北大学名誉教授）
- 有馬晋作（行政学者〔地方自治論〕、宮崎公立大学第8代学長・名誉教授）：鹿児島市
- 有馬学（歴史学者〔日本近代史〕、九州大学名誉教授、福岡市博物館館長）
- 池田清（政治学者、東北大学名誉教授）
- 石神兼文（法学者〔民法、財産法〕、鹿児島大学第6代学長・名誉教授）：日置市
- 稲本志良（農業経済学者、京都大学名誉教授、日本農業経営学会会長、地域農林経済学会会長）
- 井上順孝（宗教学者〔宗教社会学、認知宗教学〕、國學院大學名誉教授）
- 今久保幸生（経済学者、京都大学名誉教授）：薩摩川内市
- 伊牟田經久（国語国文学者〔平安期国語国文学、江戸期鹿児島文学〕、鹿児島大学名誉教授、志學館大学学長・名誉教授）：鹿児島市
- 入矢義高（中国学者・仏教学者〔中国古典文学、中国禅〕、名古屋大学名誉教授、京都大学名誉教授）：鹿児島市
- 岩切信一郎（美術史学者〔明治版画史、出版文化史〕、新渡戸文化短期大学教授）：鹿児島市
- 岩元禎（哲学者、第一高等学校 (旧制)教授）
- 植田康成（ドイツ語学者、広島大学教授）
- 江田孝臣（アメリカ文学者、早稲田大学教授）
- 海老原遥（教育学者〔ロシア教育史〕、熊本大学名誉教授）：鹿児島市
- 大里仁士（経済学者〔産業経済学〕、九州国際大学学長）
- 大津誠（経営学者〔労使関係研究〕、南山大学名誉教授）
- 小野幸二（法学者〔民法〕、大東文化大学名誉教授）
- 尾上正男（政治学者〔ソビエト外交史〕、神戸大学名誉教授、神戸学院大学学長）：鹿児島市
- 面高正俊（歴史学者〔西洋史、薩摩藩研究〕、鹿児島大学名誉教授）：南さつま市
- 小山勉（政治学者〔フランス政治思想〕、九州大学名誉教授、福岡大学教授）
- 折田悦郎（歴史学者〔日本近代大学史〕、九州大学名誉教授）：南九州市
- 甲斐道太郎（法学者〔法社会学、民法〕、大阪市立大学名誉教授）
- 文英吉（民俗学者〔奄美民俗文化〕）：奄美市
- 加治佐哲也（教育学者〔教育行政学、教育経営学〕、兵庫教育大学学長）：南九州市
- 竪山利忠（社会学者〔労働社会学〕、拓殖大学教授、創価大学名誉教授）：鹿児島市
- 勝田有恒（法学者〔西洋法制史〕、一橋大学名誉教授）（出生地：熊本県）
- 勝田孫弥（歴史学者〔明治維新史〕、教育者）：鹿児島市
- 金倉円照（インド哲学者・仏教学者、日本学士院賞受賞者、文化功労者、東北大学名誉教授、宮城教育大学学長）：南さつま市
- 叶芳和（経済学者、拓殖大学教授）
- 加納喜光（中国学者〔漢文学、中国思想〕、茨城大学名誉教授）
- 鎌田道隆（歴史学者〔日本近世史、京都・奈良地域史〕、奈良大学学長・名誉教授）：屋久島町
- 上坪正徳（英文学者、中央大学名誉教授）
- 上村和也（比較文学者・英語英文学者、鹿児島大学名誉教授、湘潭大学名誉教授）：鹿児島市（出生地：旧満州国）
- 上村清延（ドイツ文学者、日本大学教授、駒沢大学教授、第七高等学校造士館 (旧制)教授）：徳之島町
- 上村幸治（政治学者、獨協大学教授、ジャーナリスト）
- 上村孝二（国語学者〔九州の方言学〕、鹿児島大学名誉教授）：薩摩川内市（出生地：佐賀県）
- 上村直己（ドイツ学者〔日独文化交流史、日本におけるドイツ学の歴史〕、熊本大学名誉教授）：鹿児島市（出生地：旧満州国）
- 紙屋敦之（歴史学者〔日本近世史、日琉関係史〕、早稲田大学名誉教授）：薩摩川内市
- 紙屋正和（歴史学者〔東洋史、中国古代史〕、福岡大学名誉教授）：薩摩川内市
- 上脇博之（法学者〔憲法学、政治学〕、神戸学院大学教授）：霧島市
- 川野重任（農業経済学者、東京大学名誉教授）：南さつま市
- 川野洋（哲学者〔美学〕、東京都立科学技術大学名誉教授、東北芸術工科大学名誉教授）：（出生地：旧満州国）
- 川畑秀明（心理学者、慶應義塾大学教授）：鹿児島市
- 神崎博愛（農業経済学者〔農業経営学〕、京都大学名誉教授）：霧島市
- 芳即正（歴史学者〔鹿児島県郷土史〕、鹿児島県立図書館館長、鹿児島純心女子短期大学教授）
- 霧島和孝（経済学者、城西大学教授）
- 久木田重和（会計学者、東京経済大学名誉教授・学長）：阿久根市
- 久木元美琴（人文地理学者〔都市社会地理学〕、専修大学教授）
- 楠元六男（国文学者〔近世文学、俳諧史〕、都留文科大学名誉教授）
- 久冨木原玲（国文学者〔中古文学〕、愛知県立大学名誉教授・学長）
- 窪薗晴夫（言語学者、神戸大学名誉教授、国立国語研究所教授、日本言語学会会長）：薩摩川内市
- 隈元謙次郎（美術史学者、東京家政大学教授）：鹿児島市
- 倉前盛通（政治学者〔地政学、アジア・ソ連研究〕、亜細亜大学教授）：鹿児島市
- 倉元綾子（生活科学者〔家族生活教育、ジェンダー〕、西南学院大学教授）
- 黒松巌（経済学者〔工業経済学〕、同志社大学名誉教授）：鹿児島市
- 郡司利男（英語学者・言語文化学者、筑波大学名誉教授、獨協大学名誉教授、鹿児島女子大学〔志學館大学〕学長）：志布志市
- 郷正文（ドイツ文学者、立教大学名誉教授、小説家)：出水市（出生地：旧満州国）
- 児玉仁士（フリジア語学者、英語学者、獨協大学名誉教授）：薩摩川内市
- 児玉三夫 (教育学者〔教育哲学〕、早稲田大学教授、明星大学第2代学長、いわき明星大学初代学長）：鹿児島市
- 西郷竹彦（文芸学者〔文学教育論、児童文学研究、ロシア児童文学翻訳〕）：鹿児島市
- 坂下昇（アメリカ文学者、日本翻訳文化賞受賞者、淑徳短期大学教授）
- 相良徳三（美学・美術史学者、文芸学者、成城大学名誉教授）：鹿児島市
- 酒田正敏（歴史学者〔日本近代史、近代政治史〕、明治学院大学教授）
- 酒匂一郎（法学者〔法哲学・法理学〕、九州大学名誉教授）
- 鮫島國三（中国文学者〔中国古典文学、文字学〕、久留米大学名誉教授）：薩摩川内市
- 鮫島眞男（法学者〔商法〕、城西大学教授、近畿大学教授）：日置市
- 鮫島卓（観光学者）：南さつま市
- 沢田慶輔（心理学者〔教育心理学〕、東京大学名誉教授）：鹿児島市
- 重野安繹（漢学者、歴史学者〔日本で初めて実証主義を提唱〕、帝国大学文科大学教授、史学会初代会長）：鹿児島市
- 重村智計（国際政治学者〔東アジア研究、朝鮮研究〕、早稲田大学名誉教授、ジャーナリスト)
- 島津久基（国文学者〔古代中世の伝説・説話・物語文学〕、東京大学名誉教授）
- 下野敏見（民俗学者〔南九州と南西諸島の民俗調査・研究〕、鹿児島大学教授、鹿児島純心女子大学教授）：南九州市
- 壽福眞美（社会学者〔ドイツ社会思想、サスティナブル思想〕、法政大学名誉教授）：鹿児島市
- 鈴木正四（歴史学者〔帝国主義研究、民族解放運動史〕、愛知大学名誉教授）（出生地：山形県）
- 瀬川栄志（教育学者〔国語科教育学〕、教育者、中京女子大学名誉教授）：西之表市
- 瀬地山敏（経済学者〔ケインズ経済学現代ケンブリッジ学派〕、京都大学名誉教授、鹿児島国際大学第17代学長）
- 千石好郎（社会学者〔マルクス主義研究〕、松山大学名誉教授）
- 田崎哲郎（歴史学者〔日本近世史〕、愛知大学名誉教授）
- 田代不二男（社会学者〔社会福祉学〕、東北大学名誉教授）
- 田代安定（植物学者・民族学者・民俗学者〔南方植物学、南島文化研究〕）：鹿児島市
- 田中耕太郎（法学者〔法哲学〕、文化勲章受章者、東京帝国大学名誉教授、東京芸術大学学長／閣僚、国会議員、最高裁判所長官）：鹿児島市
- 田中睦夫（英文学者〔近代イギリス文学、サマセット・モーム研究〕、和洋女子大学教授）：鹿児島市
- 谷川道子（ドイツ文学者〔ドイツ演劇〕、東京外国語大学名誉教授）
- 谷口茂（ドイツ文学者、宗教学者、明治学院大学名誉教授、小説家)：大崎町
- 田畑英勝（民俗学者〔奄美の民俗文化研究、口承文芸研究〕）：奄美市
- 田畑千秋（民俗学者〔奄美の民俗文化研究、口承文芸研究〕、大分大学名誉教授）：奄美市
- 田良島昭（建築学者〔設計計画、建築計画〕、建築家、第一工業大学教授）：南さつま市
- 築島謙三（心理学者〔社会心理学、文化心理学〕、東京大学教授、成城大学教授、日本社会心理学会理事長）
- 恒吉法海（ドイツ文学者、日本翻訳文化賞受賞者、九州大学名誉教授）：いちき串木野市
- 津止正敏（社会学者・福祉学者〔介護福祉学〕、立命館大学名誉教授）
- 津曲裕次（教育学者・社会学者〔障碍児教育・障碍児福祉研究〕、筑波大学名誉教授、高知女子大学名誉教授）
- 寺園喜基（神学者、九州大学名誉教授、西南学院院長・名誉顧問）：鹿児島市
- 暉峻康隆（国文学者〔近世文学、井原西鶴研究〕、現代俳句大賞受賞者、早稲田大学名誉教授）：志布志市
- 東郷克美（国文学者〔近代文学、太宰治研究、井伏鱒二研究、泉鏡花研究〕、早稲田大学名誉教授）
- 中田薫（法学者〔日本法制史〕、東京大学名誉教授、貴族院議員）
- 中野勝郎（政治学者〔アメリカ政治史〕、法政大学教授）
- 中村了昭（インド哲学・インド文学者、『ラーマーヤナ』完訳、鹿児島国際大学名誉教授）
- 永山時英（歴史学者〔長崎地域史〕、長崎県立長崎図書館初代館長、第七高等学校造士館 (旧制)教授）：日置市
- 永嶺重敏（出版文化・大衆文化研究者）
- 西研（哲学者〔社会哲学、ドイツ哲学〕、東京医科大学教授）：鹿児島市
- 西中村浩（ロシア文学者〔20世紀ロシア文学・思想〕、東京大学教授）
- 沼田次郎（歴史学者〔日本史、洋学史〕、東京大学名誉教授）（出生地：和歌山県）
- 根本道也（ドイツ語・ドイツ文学者〔語彙論、ロマン派文学〕、九州大学名誉教授）：鹿児島市
- 根本祐二（経済学者〔地域開発、公共政策〕、東洋大学教授）：鹿児島市
- 昇曙夢（ロシア文学者、日本芸術院賞受賞者、読売文学賞）：瀬戸内町
- 野村三郎（音楽社会学者、音楽評論家、鹿児島短期大学教授、東邦音楽大学教授）
- 野村達朗（歴史学者〔アメリカ史〕、愛知県立大学名誉教授）
- 野村伝四（民俗学・方言学研究者、文筆家、教育者、夏目漱石門下生）：肝付町
- 橋口英俊（心理学者〔臨床心理学〕、東京家政大学名誉教授）
- 橋村修（民俗学者〔歴史民俗学、漁業民俗学〕、東京学芸大学教授）
- 橋本郁雄（ドイツ語学者〔ドイツ語史、中世ドイツ語〕、一橋大学教授、学習院大学名誉教授）：鹿児島市
- 橋本精次（漢文学者、第七高等学校造士館 (旧制)教授）（出生地：東京都）
- 畠中宗一（社会学者〔家族社会学〕、大阪市立大学名誉教授）：鹿児島市
- 畑山浩昭（文芸学者〔レトリック、批評理論〕、桜美林大学第5代学長）
- 服部幸三（音楽学者〔西洋音楽史〕、東京芸術大学名誉教授、日本音楽学会会長）：鹿児島市
- 英義彦（政治学者、日本大学教授、衆議院議員)：喜界町
- 濱島敦俊（歴史学者〔中国近世社会経済史〕、大阪大学名誉教授、国立曁南国際大学教授）：鹿児島市
- 原口泉（歴史学者〔日本近世史・近代史〕、鹿児島大学名誉教授、志學館大学教授、鹿児島県立図書館館長）：鹿児島市
- 春田一夫（法学者〔ドイツ民法〕、九州国際大学学長・名誉教授）：いちき串木野市
- 繁多進（心理学者〔発達心理学、愛着理論〕、白百合女子大学名誉教授）：喜界町
- 日置孝次郎（民俗学者〔比較民俗学、比較言語学〕、岩手大学教授、天理大学教授、八戸大学学長）：奄美市
- 東一夫（歴史学者〔中国史〕、東京学芸大学名誉教授）
- 日隈威徳（宗教研究者、政治思想家）：鹿児島市
- 久田信行（心理学者〔障碍児心理学〕、群馬大学教授）
- 深見聡（観光学者、長崎大学准教授）：鹿児島市
- 福島徳壽郎（政治学者、京都大学名誉教授）
- 藤善真澄（歴史学者〔中国史、仏教史〕、関西大学名誉教授）：鹿児島市
- 古川哲史（哲学者〔倫理学〕、東京大学名誉教授、国際武道大学名誉教授）：霧島市
- 別枝達夫（歴史学者〔イギリス海事史、アイルランド史〕、成蹊大学教授）：鹿児島市
- 星野元豊（宗教学者・仏教学者、龍谷大学学長・名誉教授）
- 堀豊彦（政治学者、東京大学名誉教授、台北帝国大学教授、九州帝国大学教授）：鹿児島市（出生地：山口県）
- 舞田敏彦（教育学者・社会学者〔教育社会学、社会病理学、社会統計学〕）
- 前園主計（図書館情報学者、青山学院女子短期大学名誉教授、山梨英和大学教授）：指宿市
- 前之園幸一郎（教育学者、青山学院女子短期大学第6代学長・名誉教授）
- 前原寛（心理学者〔発達心理学〕、鹿児島国際大学教授）
- 松下志朗（歴史学者〔日本史、地域史、被差別部落史〕、九州大学名誉教授)：志布志市・鹿児島市・曽於市
- 松田治（西洋古典学者、つくば国際大学教授）
- 松田忠大（法学者〔海商法〕、鹿児島大学教授）：姶良市
- 丸野弥高（国文学者、明治大学名誉教授）：鹿児島市
- 皆村武一（経済学者〔経済政策論〕、鹿児島大学名誉教授）：和泊町
- 嶺井正也（教育学者〔教育政策・教育行政論〕、専修大学名誉教授）：鹿屋市
- 宮島肇（哲学者〔近現代思想、歴史哲学、文化哲学〕、横浜国立大学名誉教授）
- 村野守治（歴史学者〔明治維新史、鹿児島県郷土史、西郷隆盛研究〕、鹿児島女子短期大学教授、教育者）：鹿児島市
- 村山英雄（教育学者〔教育制度論〕、甲南女子大学名誉教授）：南大隅町
- 望月恒子（ロシア文学者〔亡命ロシア文学・越境ロシア文学〕、北海道大学名誉教授）
- 泉二新熊（法学者〔刑法〕／大審院長、検事総長）：龍郷町
- 森昭（哲学者・教育学者〔教育哲学〕）：霧島市
- 森重敏（国語学者、奈良女子大学名誉教授）：鹿児島市
- 森正人（国文学者〔中古・中世説話〕、熊本大学名誉教授、尚絅大学学長、尚絅大学短期大学部学長）：南さつま市
- 柳原孝敦（スペイン語圏文学者〔ラテンアメリカ文学〕、東京大学教授）：奄美市
- 山内廣隆（哲学者〔倫理学〕、広島大学名誉教授）：鹿児島市
- 山口定（政治学者〔ヨーロッパ政治史〕、大阪市立大学名誉教授、立命館大学名誉教授、日本政治学会理事長）：鹿児島市
- 山口正（国文学者〔上代文学、作文教育〕、茨城大学名誉教授）：姶良市
- 山口知三（ドイツ学者〔トーマス・マン研究、現代ドイツ史〕、京都大学名誉教授）
- 山重慎二（経済学者〔公共経済学、数理経済学〕、一橋大学教授）
- 山下欣一（民俗学者〔奄美文化・南島文化研究、口承文芸研究〕、鹿児島国際大学名誉教授）：奄美市
- 山下徳治（教育学者〔プロレタリア教育学〕、教育者）
- 山下俊郎（心理学者〔教育心理学〕、旧東京都立大学名誉教授）：鹿児島市
- 山下久夫（国文学者〔日本思想史〕、金沢学院大学名誉教授）
- 山下睦男（経済学者〔日中貿易論〕、九州国際大学教授）
- 山元一郎（哲学者〔分析哲学、科学哲学、言語哲学〕、立命館大学教授）
- 山元卯一郎（英語・英文学者、横浜市立大学名誉教授）
- 遊喜一洋（経済学者〔開発経済学、労働経済学〕、京都大学准教授）
- 湯之上隆（歴史学者〔日本史〕、静岡大学名誉教授）：鹿児島市
- 横山保（経済学者・統計学者〔統計経済学、数理経済学〕、大阪大学名誉教授、高岡短期大学初代学長・名誉教授）（出生地：神奈川県）
- 好美清光（法学者〔民法、土地法、日照権〕、一橋大学名誉教授）：宇検村
- 吉満義彦（哲学者〔キリスト教哲学〕）：徳之島町
- 四元忠博（経済学者〔経済史、ナショナル・トラスト研究〕埼玉大学教授）
- 六反田豊（歴史学者〔朝鮮中世・近世史〕、東京大学教授）

### 評論家・翻訳家
- 大河内昭爾（文芸評論家、日本文学者〔近代日本文学、風土と食の文学の研究、地方同人文学の研究・評論〕、武蔵野女子大学〔武蔵野大学〕学長・名誉教授）：鹿児島市
- 岡留安則（雑誌『噂の真相』編集長・発行人）：曽於市
- 大小田八尋（軍事評論家）：指宿市
- 北浜流一郎（株式評論家・投資家）：阿久根市
- 柴田天馬（聊斎志異研究・翻訳者）
- 末吉竹二郎（国際金融アナリスト）
- 財部誠一（経済評論家）
- 恒松郁生 (翻訳家〔夏目漱石の英訳〕、比較文化学者〔日英交流史、夏目漱石研究〕、崇城大学教授、ロンドン漱石記念館長）：薩摩川内市
- 中島河太郎（中嶋馨）（文芸評論家〔ミステリ、大衆小説〕、国文学者・民俗学者〔書誌学、正宗白鳥研究、柳田国男研究〕、和洋女子大学学長・名誉教授、日本推理作家協会第7代理事長、日本ミステリー文学大賞受賞者）：鹿児島市
- 藤川毅（音楽評論家）：鹿児島市
- 安原和見（翻訳家〔ミステリ、SF、ノンフィクション〕）
- 山崎行太郎（文芸評論家、哲学者）

### 教育家
学者、評論家・翻訳家の節に掲載済みの者を除く。
- 小原國芳（学校法人玉川学園創設者）：南さつま市（旧：坊津町)
- 川崎祐宣（川崎学園・川崎医科大学創設者、医学者）：霧島市横川町
- 高島鞆之助（学校法人追手門学院創設者）：鹿児島市
- 龍野定一（社会教育家、旧制中学校・旧制高等女学校校長）：徳之島町
- 久野猛（都立高等学校校長、小説家〔筆名：松崎陽平〕）

### 作家
- 海音寺潮五郎：伊佐市
- 川越宗一：錦江町(大阪府育ち)
- 桐野作人：出水市
- 汐見夏衛：鹿児島市
- 宮内勝典：指宿市
- 柳田理科雄：南種子町
- きだみのる：奄美市
- 橋口いくよ
- 西村亨：枕崎市
- 藤井太洋：奄美大島
- 島尾伸三：奄美大島（神戸市生まれ）
- 川野彰子：奄美大島
- 水原秀策
- 串木野たんぼ
- 白米良：鹿児島県育ち
- 明利英司
- 大石英司：鹿屋市
- 島尾ミホ：瀬戸内町（加計呂麻島）
- 勝目梓
- 武谷牧子
- うえお久光
- 三嶋与夢
- 中山智幸
- 梨木香歩
- 今村了介
- 杉原智則
- 大場惑
- 逆山洋
- 永瀬隼介
- 宮原晃一郎：鹿児島市
- 鬼塚忠：鹿児島市
- 一色次郎
- 吉見マサノヴ：鹿屋市
- 勝野ふじ子：薩摩川内市入来

### 俳人・詩人・歌人
- 今辻和典（詩人)
- 春日真木子（歌人)：鹿児島市
- 黒田三郎（詩人)：鹿児島市
- 岩谷莫哀（歌人)：鹿児島市
- 今井白楊（詩人)：薩摩川内市
- 平川綾真智（詩人)：鹿児島市
- 新藤涼子（詩人)
- うるし山千尋（詩人)：錦江町
- 坂口利雄（歌人、作詞家）：南さつま市
- 高城俊男（俳人、作詞家）：鹿児島市
- ななおさかき（詩人)：薩摩川内市
- 三角みづ紀(詩人)：鹿児島市
- 藤田文江（詩人）：奄美市
- 杉田久女（俳人)：鹿児島市
- 篠原鳳作（俳人)：鹿児島市
- 泉芳朗（詩人)：伊仙町
- 藤田文江（詩人)：奄美市
- 西村数（俳人）：鹿児島市
- 福永耕二（俳人）：南九州市川辺町
- 萬造寺齊（歌人）：串木野町

### 宗教家
- 池口恵観（高野山真言宗大僧正伝灯大阿闍梨・最福寺法主）：東串良町
- 太田淳昭（浄土真宗本願寺派総長、光接寺(阿久根市）住職、全日本仏教会理事長、日本宗教連盟理事長を歴任：鹿児島市
- 郡山健次郎（カトリック教会聖職者、カトリック鹿児島司教区名誉司教）：龍郷町
- 宍野半（富士講教派神道派扶桑教初代管長）：薩摩川内市
- 平田貫一（神社本庁事務総長、近江神宮宮司、神宮皇學館館長・皇學館大學初代学長、内務官僚）：さつま町
- 本田親徳（神道霊学中興の祖、神道・古神道家）：南さつま市

## 文化人〔芸術分野〕

### 画家
- 黒田清輝：鹿児島市
- 東郷青児：鹿児島市
- 藤島武二：鹿児島市
- 橋口五葉：鹿児島市
- 和田英作：垂水市
- 吉井淳二：曽於市
- 曽山幸彦：鹿児島市
- 海老原喜之助：鹿児島市
- 床次正精：鹿児島市
- 八島太郎：南大隅町
- 森省一郎
- 谷口午二：鹿児島市
- 留岡彬：日置市
- 福宿光雄：いちき串木野市
- 桑水流みき：鹿児島市
- 是枝開
- 山下三千夫：鹿児島市
- 伊牟田經正：鹿児島市
- 安達真太郎：鹿児島市

### 美術家
- 生頼範義（イラストレーター）：薩摩川内市（出生地：兵庫県）
- 唐仁原教久（イラストレーター、アートディレクター）：薩摩川内市
- 深町なか（イラストレーター）
- 蔵前仁一（イラストレーター）
- 篠原保（イラストレーター）
- 河口洋一郎（世界的CGアーティスト・東京大学名誉教授）：西之表市
- 湊ヒロム（イラストレーター）
- YOSHIROTTEN：鹿屋市
- 桑幡紀行：（現代アーティスト）：姶良市
- 藤浩志：鹿児島市
- 原田裕子：鹿児島市
- 諏訪兼紀（版画家）
- 田島直樹（版画家）
- 外原俊
- 高嶺格

### 写真家
- イチローナガタ：鹿児島市
- 迫川尚子：種子島
- 永井守：西之表市（種子島）
- 橋口譲二：鹿児島市
- 窪徳健作：
- 熊副穣：鹿児島市
- 橘田龍馬：

### 陶芸家
- 第十四代 沈寿官：日置市
- 第十五代 沈寿官：日置市
- 尾前喜八郎：鹿児島市

### 彫刻家・造形作家
- 朝隈俊男（動物造形作家）：指宿市
- 安藤照（彫刻家）：鹿児島市
- 飯田美千香（人形作家）
- 新納忠之介（彫刻家）：鹿児島市
- 楠元香代子（彫刻家、崇城大学名誉教授、鹿児島市立美術館第16代館長）：霧島市
- 茶圓勝彦（砂像彫刻作家）：南さつま市（旧加世田市）
- 帖佐美行（彫金作家）：さつま町

### 建築家
- 岩元禄：鹿児島市
- 高崎正治：指宿市
- 山下啓次郎：鹿児島市
- 有馬裕之：
- 松山将勝：奄美大島
- 中原祐二：
- 岩下松雄：
- 早川邦彦：
- 山下保博：笠利町（奄美大島）

### 作曲家
- 瀬戸口藤吉：垂水市
- 武満徹：薩摩川内市
- 崎元仁：鹿児島市
- 松永政信：姶良市
- 馬場泰久：鹿児島市
- 徳永秀則：鹿児島市
- 得田真裕：鹿児島市
- 島津伸男：指宿市
- 前迫潤哉：鹿児島市
- 久保禎：鹿屋市
- 新屋豊：
- 岩橋星実：鹿児島市
- 村原康介：出水市
- 浅野隼人：鹿屋市
- 田口和行：鹿屋市
- ロクリアン正岡
- OLIVE OIL：徳之島
- 小田裕一郎（『青い珊瑚礁』をはじめ、松田聖子初期に多くの楽曲を提供）
- 牧野信博
- 川崎里実
- YANAGIMAN（ケツメイシ、FUNKY MONKEY BABYSなど著名なアーティストをプロデュース）：鹿児島市
- 有村トモナリ：（HR、ふくおか官兵衛Girls、NEO☆学院、MINGO!×MINGO!、S★UTHERN CROSS、FeelNEO、KRD8のサウンドプロデュース）：鹿屋市
- 安藤実親：鹿児島市
- 鶴田睦夫：指宿市
- 吉俣良：鹿児島市（弟はMBCタレントのよし俣とよしげ

### 演奏家
- 尾崎晋也（指揮者）：鹿児島市
- 下野竜也（指揮者）：鹿児島市
- 末廣誠（指揮者)：鹿児島市
- 久保陽子（ヴァイオリン）
- 山口綾規（オルガン）
- 下福力（ピアニスト）
- 大迫淳英（ヴァイオリン）
- 川畑真一（クラリネット）：枕崎市
- 木下美穂子（ソプラノ）：鹿児島市
- 中村智子（ソプラノ）：肝付町
- 吉嶺史晴（リコーダー）：鹿児島市
- 片野坂栄子（ソプラノ、オペラ）：
- 外囿祥一郎（ユーフォニアム）
- 大茂絵里子（打楽器）
- 池田直樹（バリトン）：蒲生町

#### ジャズ
- 中園亜美（サクソフォーン奏者）
- 中牟礼貞則（ジャズギタリスト）：出水市
- 沖山秀子（ジャズボーカリスト）
- 水島早苗（ジャズボーカリスト）
- 滝沢望（ジャズボーカリスト）

### 漫画家
- ありむら潜
- 井上雄彦：伊佐市
- 今掛勇（本業はアニメーター）：鹿屋市
- いわしげ孝：鹿児島市
- 沖圭一郎
- 山口ミコト
- 眞藤雅興：薩摩川内市
- 壱河柳乃助
- 尾崎衣良
- 甲斐谷忍：鹿児島市
- 川畑聡一郎
- 川原泉：指宿市
- かわもりみさき
- 杉田圭
- 来留間慎一
- 後藤星
- 魚
- 小村あゆみ
- すえひろがり
- 中嶋ちずな
- ありま猛
- 中島徳博：鹿児島市
- 中山敦支：鹿児島市
- 西炯子：指宿市
- にわのまこと：薩摩川内市
- バロン吉元：指宿市
- 日高建男:屋久島町
- 前田君（漫画家久米田康治の元アシスタント・兼業で声優）：霧島市
- 外薗昌也
- 樺島勝一：鹿児島市
- 槙ようこ：鹿児島市
- 蜜樹みこ
- 持田あき：鹿児島市
- やまもとりえ：指宿市
- 吉崎観音
- かわみなみ
- ろびこ

### 映画監督
- 中原俊：鹿児島市
- 山下賢章：串良町
- 村野鐵太郎：鹿児島市
- 山本薩夫：鹿児島市
- 小澤啓一：南九州市
- 折田至：鹿児島市
- 月野木隆：霧島市
- 桜井景一：
- 吉田大八
- 尾上克郎：いちき串木野市
- 坂口香津美
- 山下耕作
- 古勝敦：奄美市
- 西冬彦
- 下村勇二

### アニメーション制作関係者
- 加藤久仁生 （アニメーション監督、作家）第81回アカデミー賞短編アニメーション賞受賞者：鹿児島市
- 今掛勇（アニメーター、アニメ監督）
- 迫井政行（アニメ監督、演出家）
- 土器手司（アニメーター）：指宿市
- 長浜忠夫（アニメ監督、演出家）
- 安田周平（アニメーター）
- 松元理人（アニメプロデューサー）：出水市
- 小原秀一（アニメーター、アニメ監督）
- 中山大輔（アニメーター、アニメ監督）
- 川尻将由（CG監督）：

### ゲームクリエーター
- 清武博二
- 上国料勇
- 荒川健
- 今村哲裕；日置市
- 種子島貴
- 川上大典（ゲームシナリオライター）

### 脚本家
- 武上純希
- 西園悟：鹿児島市
- 須崎勝彌
- 蔵元三四郎
- 右田昌万：鹿児島市

### 演出家
- 芹川藍:鹿屋市
- 岡崎柾男:
- 長谷川ロミ:鹿児島市
- 園田俊郎:

### 映画プロデューサー
- 山本又一朗
- 原田泉：日置市

### 音楽プロデューサー
- 川畑真一：枕崎市
- YANAGIMAN：奄美大島

## その他の文化人

### 料理人
- 中村勝宏（フランス料理、日本人初となる本場パリのミシュラン星獲得者）：阿久根市
- 坂井宏行（フランス料理、『料理の鉄人』のフレンチの鉄人）：出水市
- 吉野建（フランス料理）：喜界町
- 東條英員

### 長寿人
- 泉重千代：伊仙町
- 宮永スエキク：大隅町
- 本郷かまと：伊仙町
- 徳田二次郎：南九州市
- 田島ナビ：喜界町

### その他
- 有村肯弥（パフォーマンスアーティスト・舞台芸術作家）：鹿屋市
- 今井田勲（女性誌編集者、ファッション業界の立役者）：南種子町（種子島）
- 岩重慶一（NGOHAB21イルカ研究会代表）：鹿児島市
- 島崎千里（広告業界人、JARO日本広告審査機構の発案者）：南種子町（種子島）
- 白井豊（コンピュータプログラマー・技術士）：阿久根市
- 田中逸齋（書家）：鹿児島市
- 寺園敦史（フリージャーナリスト・市民ウォッチャー京都）：鹿児島市
- 外山恒一（社会運動家）：霧島市（旧：隼人町）
- 西尾克洋（相撲ライター）
- ハヤトの野望(YouTuber)
- 向井優（アマチュア天文家）：鹿児島市
- 藤井四段
- 村橋勝子（社史研究家）：鹿児島市
- 柳田邦夫（編集者・ジャーナリスト）：鹿児島市
- 脇田尚揮（占い師、風水師、心理テストクリエーター）：霧島市

## 実業家

### 企業家・経済人・公企業役員等
- 稲盛和夫（京セラ創業者・名誉会長、KDDI最高顧問、JAL日本航空名誉会長）：鹿児島市
- 岩元美智彦（日本環境設計創業者・会長）
- 上野十蔵（中外製薬創業者・初代社長）：薩摩川内市
- 大倉浩治（三菱造船初代代表取締役社長）：鹿児島市
- 川崎正蔵（神戸新聞社・川崎造船所(現・川崎重工)創業者）：鹿児島市
- 五代友厚（大阪商工会議所創立者・初代会頭、大阪証券取引所設立者）：鹿児島市
- 是枝伸彦（ミロク情報サービス創業者・会長、元テレコムサービス協会会長）：薩摩川内市(下甑島)
- 本田親男（第8代毎日新聞社社長、初代毎日放送会長）：鹿児島市
- 松方幸次郎（川崎汽船・九州電気軌道(西日本鉄道の前身)創業者）：鹿児島市
- 松方正雄（大阪放送局(NHK大阪放送局の前身）理事長、大阪野球倶楽部（現・阪神タイガース)初代会長）：鹿児島市
- 山下長（オリンパス創業者）：奄美市
- 山本実彦（改造社出版社・創業者）：薩摩川内市
- 俣木盾夫（電通元代表取締役社長・会長）：
- 川口幹夫（テレビプロデューサー、第16代NHK会長）：東京都生まれ、南九州市（旧：川辺町）育ち
- 徳田虎雄（特定医療法人徳洲会グループ創立者）：徳之島町(徳之島)
- 岩崎與八郎（岩崎産業グループ・創業者）：曽於市
- 浜田広（リコー元代表取締役社長・会長、日本経済団体連合会元副会長、東京経営者協会前会長：鹿児島市
- 福留大士（チェンジホールディングス創業者・社長）：日置市
- 古川洽次（日本郵便会長、ゆうちょ銀行元会長、三菱商事取締役副社長等を歴任）：東京生まれ、薩摩川内市育ち
- 稲村公望（日本郵便元副会長、日本郵政公社常務理事、中央大学大学院公共政策研究科客員教授）：天城町(徳之島)
- 本田勝彦（JT日本たばこ産業元代表取締役社長・会長、NHK経営委員会委員長職務代行者）： 日置市（旧：伊集院町）
- 野間口有（三菱電機元代表取締役社長・元取締役会長、独立行政法人産業技術総合研究所理事長・最高顧問）：
- 上野至大（NTT西日本元代表取締役社長・現相談役）：指宿市（旧：山川町）
- 植之原道行（半導体デバイスの多大な開発者、NEC最高技術経営者、中央研究所所長、副社長・各取締役、日本工学アカデミー国際委員会委員長、電子情報通信学会副会長等多数の役職歴任）：いちき串木野市
- 柿木真澄（丸紅代表取締役社長）：
- 坂元龍三（東洋紡代表取締役会長）日本化学繊維協会会長：鹿屋市
- 有馬利男（富士ゼロックス元代表取締役社長）りそなホールディングス取締役指名委員会委員長、キリンホールディングス取締役、富士重工業取締役など多数の役職を歴任：鹿児島市
- 上村基宏（鹿児島銀行代表取締役会長、九州フィナンシャルグループ代表取締役）：鹿児島市
- 大場康弘（SOMPOひまわり生命保険代表取締役社長）：薩摩川内市
- 上釜健宏（TDK代表取締役元社長）：南さつま市（旧：加世田市）
- 久保哲也（SMBC日興証券代表取締役前社長・会長）：南さつま市（旧：加世田市）
- 吉留真 （大和証券SMBC代表取締役前社長、東京金融取引所社外取締役）：鹿児島市
- 網屋信介（アジア開発キャピタル代表取締役社長、メリルリンチ日本証券元副会長）：鹿屋市
- 有村正意 （NTTドコモ関西元代表取締役社長）：鹿児島市
- 加治佐俊一（マイクロソフト・ディベロップメント元代表取締役社長）：
- 金丸恭文（フューチャー創業者・CEO兼会長）経済同友会元副代表幹事、新経済連盟理事、内閣府規制改革推進会議議長代理：大阪府枚方市生まれ、鹿児島市育ち
- 岡俊子（アビームM&Aコンサルティング社長、経営コンサルタント）三菱商事取締役、内閣府対日投資会議専門部会委員等を歴任：鹿児島市
- 片野坂真哉（ANAホールディングス社長・会長）日本経済団体連合会副会長・理事：南さつま市（旧：笠沙町）
- 芝田浩二（ANAホールディングス社長）：瀬戸内町
- 山下隆（中国電力取締役会長代表取締役）：曽於市
- 尾堂真一（NGK日本特殊陶業代表取締役会長）日本自動車部品工業会会長、日本ファインセラミックス協会会長：鹿児島市
- 山元峯生（ANA全日本空輸元代表取締役社長）：曽於市
- 山口俊郎（セブン-イレブン・ジャパン元代表取締役社長）：鹿児島市
- 前村哲路（ユニー元代表取締役社長・会長兼CEO最高経営責任者を歴任）：
- 松下龍二（パナソニック ホームズ元代表取締役社長）：霧島市（旧：国分市）
- 枝元賢造（サッポロビール代表取締役元社長・会長）：鹿児島市
- 青崎済 （日本製粉元社長、特別顧問）：鹿児島市
- 三ツ井康（フジテレビ元代表取締役副社長、扶桑社元社長）：鹿児島市
- 羽牟正一（関西テレビ放送代表取締役社長）：
- 山口博人（住友林業元社長）：
- 国生義夫（明治乳業元社長・会長）：鹿児島市
- 山口健一（山口法律会計事務所所長、弁護士）日本弁護士連合会元副会長、大阪弁護士会元会長：薩摩川内市
- 石黒美幸（長島・大野・常松法律事務所パートナー弁護士、コロンビア大学客員教授）：鹿児島市
- 永瀬昭幸（東進ハイスクール／ナガセ創業者）：垂水市
- 佐藤健太郎（GMOペパボ代表取締役社長）：鹿児島市
- 岩井一隆（キュービーネット前社長、MJ TOKYO Holdings Pte. Lte社CEO）：鹿児島市
- 久永勝一郎（日本レダリー元会長、日本スケート連盟元会長）：鹿児島市
- 岩谷松平（天狗煙草創業者）：薩摩川内市
- 馬見塚健一（「スポGOMI」考案者、一般社団法人Social Sports Initiative 代表理事、株式会社brain プロデューサー）
- 山元正博（株式会社河内源一郎商店代表取締役、霧島高原ビール株式会社創業者）：鹿児島市
- 宮之原明子（清友、ミエルカ代表取締役）：鹿児島市
- 重田光康 （アメリカ・ロサンゼルス「Shin-Sen-Gumi」創業者オーナー）：天城町(徳之島)
- 布施正人（どうとんぼり神座創業者）：鹿屋市
- 堀之内九一郎（株式会社生活創庫創業者、元代表取締役）：鹿屋市
- 浜崎太平次（幕末の豪商、江戸時代五代目浜崎太左衛門の代は三井・鴻池に並ぶ三大豪商）：指宿市
- 村橋久成（薩摩藩士、日本初となる麦酒醸造所創立者）：鹿児島市
- 長澤鼎（薩摩藩士、米国カリフォルニアのワイン王、バロン・ナガサワ）：鹿児島市
- 荒田武卿 (明治中期に名門カリフォルニア大学バークレー校 卒業した海外留学先駆者の一人、海関で外交・税関業務）：姶良郡
- 山口武彦（アズビル創業者、日本酸素ホールディングス創業者、日本精工創業者）：鹿児島市
- 脇元幸一（医療法人社団SEISEN創業者）
- 冨満通哉（神鋼電機株式会社〔シンフォニア テクノロジー〕社長）
- 坂田耕四郎（三井生命保険社長・会長・相談役・特別顧問）
- 山口勝美（英会話大手ＥＣＣ会長、創業者実弟）：霧島市
- 田頭愼一（前畑造船社長・会長、学校法人長崎総合科学大学理事長）：南さつま市
- 天辰祐之郎（大洋漁業〔マルハ〕社長、会長、相談役）
- 井上誠（極洋社長）
- 岩尾崇（長谷工コーポレーション社長、会長）
- 海江田順三郎（高島屋開発社長、相談役）：鹿児島市
- 金久好（日興證券役員、日興證券投資信託委託役員、日興ビルディング社長）：瀬戸内町
- 上田格（鹿児島銀行頭取、会長）：鹿児島市
- 川北徹（三井金属鉱業社長、相談役）：いちき串木野市
- 久木田稔（宝酒造社長）
- 久保正大（住友重機械工業社長）：伊佐市
- 郡山明久（鹿児島銀行頭取、九州フィナンシャルグループ会長）：鹿児島市
- 高山冨士雄（安田信託銀行社長、会長、相談役）：日置市
- 西元文平（日立建機社長、会長、相談役、名誉相談役）
- 前田修司（セコム社長、会長、特別顧問）
- 松山澄寛（鹿児島銀行頭取、相談役、九州フィナンシャルグループ会長）：鹿屋市
- 蓑田勝亮（日本水産社長、相談役）
- 柳弘之（ヤマハ発動機社長、会長）：鹿児島市

## 芸能人

### 俳優
- 沢村一樹：鹿児島市
- 山田孝之：薩摩川内市
- 榮倉奈々：出水市（育ちは神奈川県湯河原町）
- 哀川翔：鹿屋市（徳島市生まれ）
- 榎木孝明：伊佐市（旧：菱刈町）
- 上白石萌音：串木野市
- 上白石萌歌：串木野市
- 稲森いずみ：鹿児島市
- 小西真奈美：薩摩川内市
- 宮内ひとみ：出水市
- 小倉一郎：薩摩川内市
- 岩井拳士朗
- 愛華みれ：南大隅町
- 山中健太
- 山中翔太
- 淺井孝行
- 桜川みゅう
- 荒木しげる：出水市
- 有川博
- 吉田仁人：霧島市
- 佳島みさ
- 谷村好一：奄美大島
- 一三：奄美市
- 西田聖志郎：鹿児島市
- 川越美和：錦江町
- 川辺菜月
- 斉木のか：伊佐市
- 宮里駿
- 上村侑
- 斉藤晶：鹿児島市
- 斉藤千晃：鹿児島市
- 早乙女愛
- 北園涼：鹿屋市
- 涼乃かつき：鹿児島市
- 関根大学[6]
- フランキー堺：鹿児島市
- 上脇結友：鹿児島市
- 谷隼人：霧島市
- 原田善友
- 上大迫祐希
- 浜畑賢吉：鹿児島市
- 佐田修典
- 辰巳佳太：鹿児島市
- 山口祐一郎
- 山口大地：鹿児島市
- 吉満涼太
- 両國宏：霧島市
- 西尾三枝子：南さつま市
- 重田千穂子：鹿児島市
- 大口兼悟
- 西守正樹
- 高崎隆二
- 芹川藍
- 浅里昌吾
- 柳喬之
- 横井翔二郎
- 中田寛美
- 中村栄子
- 坂元貞美
- 川畑誠仁
- 波島進：鹿児島市
- 三浦浩一：鹿児島市
- 草野大悟：薩摩川内市
- 迫田孝也
- 薩摩剣八郎：出水市
- 野呂圭介：鹿児島市
- 鶴忠博：奄美市
- ダイヤモンド勝田
- 美景
- 沙人：瀬戸内町
- 宮武美桜
- 椎原邦彦
- 宮武祭
- 野村麻純：鹿児島市
- 原沙知絵（福岡県育ち）
- 有福正志
- 湯川玲菜（元・劇団4ドル50セント）
- 青山栞織

### タレント
- 宮尾すすむ：阿久根市
- 恵俊彰：鹿児島市
- 国生さゆり（元おニャン子クラブ）：鹿屋市
- はしのえみ：鹿児島市
- 亀山忍：奄美市
- 英明：鹿屋市
- 堂満梨紗
- 玉利かおる
- 川村あんな
- 竹下玲奈：奄美大島
- 入来茉里
- 菊浦啓子：鹿児島市
- 朝倉みず希
- 金子彩：薩摩川内市
- 槙原あこ
- TAKERU：いちき串木野市
- 柳野玲子︰鹿児島市

### モデル
（その後、女優に転進した人物も含む）
- 加藤ローサ：鹿児島市
- 井手迫弘美：薩摩川内市
- 濱田玲：薩摩川内市
- 竹下玲奈：奄美大島
- 三城千咲
- 里見茜
- 里々佳
- 森祐介
- 佳島みさ
- 岩井拳士朗
- 池田沙絵美
- 矢松亜由美
- ながせみほ
- 小濱なつき:南さつま市（大浦町）
- 斉木のか
- 小泉里子：串木野市（育ちは横浜市）
- 松本麗世
- 宮野陽名
- 宮野真菜
- ねお：鹿児島市
- 野咲美優
- もりすけ

### アイドル
- 茜紬うた（スリジエ）
- 上原美優：中種子町
- 新垣里沙（モーニング娘）：鹿児島市生まれ、横浜市育ち
- AKB48グループ
  - AKB48元メンバー
    - 柏木由紀（元NMB48、NGT48）：鹿児島市

  - HKT48元メンバー
    - 宮脇咲良（元AKB48、IZ*ONE、現LE SSERAFIM）：鹿児島市
- 大迫麗香
- 大原優乃（元Dream5）：鹿児島市
- 大平静香（Lunar）：指宿市
- 折田みゆき（元MISSION・Hipp's）
- 上國料萌衣（元アンジュルム）：熊本県育ち
- 坂道シリーズ
  - 乃木坂46元メンバー
    - 大園桃子：曽於市
    - 瀬戸口心月

  - 櫻坂46
    - 大園玲
- 僕が見たかった青空
  - 塩釜菜那
- 笹峰愛：加治木町
- 玉井詩織（ももいろクローバーZ）：種子島生まれ、神奈川県育ち
- 冨田菜々風（≠ME）：霧島市
- ロージークロニクル
  - 上村麗菜
- 新原聖生（MELLOW MELLOW、元さんみゅ〜）：湧水町
- 新穂貴城（STELLABEATS）
- 新穂純麗（未完成リップスパークル）
- 西洸人（INI）
- 野元空（元Fairies）
- 山出愛子（元さくら学院）
- KANJI（XY (2023年の音楽グループ) ）：
- 吉田仁人（M!LK）：霧島市
- レーレ（MIGMA SHELTER）

### 歌手
- 朝崎郁恵：瀬戸内町（加計呂麻島）
- 森進一：鹿児島市（山梨県生まれ）
- 中島美嘉：日置市
- 元ちとせ：瀬戸内町
- ReoNa：奄美大島
- 高田みづえ：南九州市
- AI：鹿児島市（L.A.生まれ）
- 宇浦冴香
- かじのつよし：鹿児島市 敏いとうとハッピー&ブルー
- RIKKI：瀬戸内町
- 中孝介：奄美市
- 中島啓江：南大隅町（東京都育ち）
- 我那覇美奈：奄美市
- 主謀者翔馬：南さつま市
- 島津悦子：南大隅町
- 大山百合香：和泊町
- 千賀かほる：知名町
- 城南海：奄美市
- Sammy：鹿児島市（福岡県育ち）
- 木下航志：薩摩川内市
- 町英和：大島郡与論町
- TAKERU：いちき串木野市
- 西田あい：姶良市
- 前田瑠美：出水市
- 稼木美優：薩摩川内市（祁答院町）
- 牧岡奈美：喜界町
- 川畑さおり：喜界町
- 里アンナ：奄美市（笠利町）
- 中村瑞希：奄美市（笠利町）
- 里朋樹：瀬戸内町
- 里歩寿：瀬戸内町
- 西和美：瀬戸内町

### シンガーソングライター
- 長渕剛：鹿児島市（出生地は日置市）
- 吉田拓郎：大口町（現：伊佐市）（現：鹿児島市、広島市育ち）
- 辛島美登里：鹿児島市
- 東野純直：鹿児島市
- 宇徳敬子：出水市
- 谷村有美：鹿児島市（東京都育ち）
- Yoko*：志布志市
- 佐藤博：南九州市
- 森広隆
- azusa：大島郡大和村
- ZAQ
- しおんあい：霧島市
- 実愛：伊佐市
- 平城優：鹿児島市
- TAKERU (歌手)：いちき串木野市
- 西平せれな：奄美市
- 東郷晶子：喜界町
- あずままどか：徳之島町（神戸市育ち）
- 麗奈：鹿児島市

### グループ
- 星グランマニエ（氣志團）：鹿児島市
- 白鳥松竹梅（氣志團）：鹿児島市
- 鮫島秀樹（元ツイスト・HOUND DOG、ベーシスト）：鹿児島市
- 伊黒俊彦（元エコーズ）、ベーシスト）：姶良町
- カサリンチュ：奄美市（笠利町）
- スパークリング☆ポイント
- KEEN（C&K）：鹿屋市

### バンド
- アッコ（GO!GO!7188）：鹿児島市
- 大澤実音穂（雨のパレード）、鹿児島市
- 川畑アキラ（ザ・コブラツイスターズ ボーカル）：与論島
- 川辺ヒロシ（TOKYO No.1 SOUL SET）
- 坂口修一郎（Double Famous）：鹿児島市
- はっとり（マカロニえんぴつ）（出身は山梨県中央市）
- 松田歩（離婚伝説 ボーカル）：
- ちゃんMARI （ゲスの極み乙女。、Crimson）
- DYES IWASAKI(FAKE TYPE.)
- アオワイファイ
- タブゾンビ（SOIL&"PIMP"SESSIONS）：鹿児島市
- テスラは泣かない。：鹿児島市
- SEX MACHINEGUNS：鹿児島市
- ウエムラユウキ（ ポルカドットスティングレイ）：鹿屋市
- 江口雄也（BLUE ENCOUNT）
- BAKI（GASTUNK）：鹿児島市
- No Regret Life：鹿屋市
- Fat Prop：霧島市
- しゅうた（クレナズム）：
- 福永浩平（雨のパレード）：鹿児島市
- 村山☆潤 （FLOWER FLOWER）
- テシマコージ（天才バンド）：奄美大島
- 山崎康介（雨のパレード）：鹿児島市
- ユウ（GO!GO!7188）：鹿児島市
- wowaka（ヒトリエ）
- 田口耕郎（コルベッツ）：伊佐市
- ゆうき（アンティック-珈琲店-）：いちき串木野市

### 漫談家
- 綾小路きみまろ：志布志市（旧：曽於郡松山町）
- 南州太郎：鹿屋市

### お笑い芸人・コメディアン
- 恵俊彰（ホンジャマカ）：鹿児島市
- 坂上二郎（元コント55号）：鹿児島市
- 野呂圭介（元祖どっきりカメラレポーター）：鹿児島市（現在は陶芸家として薩摩川内市在住）
- 八波むと志（脱線トリオ）：徳之島町
- 和泉修（元圭修）
- 川元文太（ダブルブッキング）：枕崎市
- Dr.上木（上木総合研究所）：鹿児島市
- すわ親治：鹿児島市
- 肥後裕之：（セルライトスパ）：日置市
- ボブ（プルートボブ）
- BAN BAN BAN
  - 鮫島博己：鹿児島市
  - 山本正剛：鹿児島市
- 天竺鼠
  - 川原克己：大崎町
  - 瀬下豊：鹿屋市
- エレファンツ
  - 野崎竜海：阿久根市
  - 福山宗佐士
- 三福エンターテイメント：指宿市（旧山川町）
- サンシャイン池崎：鹿屋市
- シモリュウ
  - シモタ：出水市
- トニー淳（3ガガヘッズ・WAHAHA本舗）：姶良市
- 野村龍之介（あさかぜ）：出水市
- ひょうろく：鹿児島市[7]

### 落語家
- 林家種平：種子島
- 桂竹丸：鹿屋市
- 三遊亭圓歌 (4代目)（前名：三遊亭歌之介）：錦江町（旧大根占町）神川
- 桂楽珍：徳之島町
- 林家彦いち
- 桃月庵白酒：鹿児島市
- 春風亭柳若：鹿児島市
- 瀧川鯉八：鹿屋市
- 三遊亭小笑：鹿屋市
- 三遊亭あら馬：鹿児島市

### グラビアモデル
- 真弓倫子
- 川村あんな
- 佐倉レイナ
- 栗原みさ

### AV女優
- 豊丸：鹿屋市
- 穂花：垂水市
- 泉まりん
- 黒木香：鹿屋市
- 加護範子
- 結城みさ

### 声優
- 青葉りんご
- 赤﨑千夏：南九州市（旧知覧町）[8]
- あさむらまほり
- 有川博[9]
- 有馬瑞香
- 生田ひかる
- 市来光弘
- 稲村優奈
- 内村史子
- 上村貴子
- 大川透[10]
- 小倉直寛
- 小田真由美
- 家弓家正：（出生地：東京都）
- 川野剛稔
- 肝付兼太：鹿児島市
- 佐久田脩：鹿児島市
- 里卓哉：奄美大島
- 塩屋浩三
- 塩屋翼
- 下鶴直幸
- 竹下礼奈
- 筒美奈子
- 東條加那子
- 德石勝大
- 樺山ミナミ
- 深川和征
- 永井幸子
- 永迫舞：屋久島町
- 引坂理絵
- 深田愛衣
- 福原綾香[11]
- 藤川茜：出水市
- MAEDAXR：霧島市
- 松久保いほ
- 松林大樹
- 松元健一
- みなかみ菜緒
- 宮内幸平
- 村松凪：鹿児島市
- 森しん
- 安永亜季
- 和田カヨ

### DJ
- バッキー木場
- 宮原亜矢

### 宝塚歌劇団
- 彩海せら：月組男役
- 天飛華音：星組男役
- 小倉みゆき：星組男役

## スポーツ選手

### 野球
プロ野球
※太字は現役選手・現役指導者・球団関係者
- 青木和義（元西武ライオンズ）：出水市
- 青野毅（元千葉ロッテマリーンズ）：南さつま市
- 赤田将吾（元埼玉西武ライオンズ→オリックス・バファローズ→北海道日本ハムファイターズ、現埼玉西武ライオンズ一軍外野守備走塁コーチ）：大崎町
- 飯山裕志（元北海道日本ハムファイターズ、同球団内野守備コーチ）：いちき串木野市
- 池之上格（元南海ホークス→横浜大洋ホエールズ）：垂水市
- 伊集院峰弘（元読売ジャイアンツ、現同球団3軍マネージャー）：鹿児島市
- 石田政良（元名古屋軍・中部日本軍）：
- 井上一樹（元中日ドラゴンズ、元同球団打撃コーチ、阪神タイガースヘッドコーチ、現中日ドラゴンズ二軍監督）：霧島市
- 井上剣也（中日ドラゴンズ）：鹿児島市
- 入部久男（元大洋ホエールズ）：
- 岩下正明（元大洋ホエールズ）：南九州市（旧頴娃町）
- 上野弘文（元広島東洋カープ、現同球団打撃投手）：奄美市
- 鵜狩道夫（元広島東洋カープ・鹿児島ホワイトウェーブ前監督）：日置市
- 内薗直樹（元読売ジャイアンツ→西武ライオンズ）：南大隅町（旧根占町）
- 内田強（元中日ドラゴンズ→阪急ブレーブス→福岡ダイエーホークス) ：大崎町
- 内之倉隆志（元福岡ダイエーホークス、現福岡ソフトバンクホークスブルペン捕手）：鹿児島市
- 宇都格（元大阪近鉄バファローズ→オリックス・バファローズ）：いちき串木野市
- 榎田大樹（元阪神タイガース→埼玉西武ライオンズ、現玉西武ライオンズ ファーム投手コーチ）：大崎町
- 榎下陽大（元北海道日本ハムファイターズ、同球団職員）：鹿児島市
- 太田敏行（元中日ドラゴンズ→東映フライヤーズ）：
- 大田勇治（元日本ハムファイターズ）：鹿児島市
- 太田龍（元読売ジャイアンツ、同球団職員）：さつま町
- 大谷龍次（元千葉ロッテマリーンズ→徳島インディゴソックス）：南さつま市
- 大野稼頭央（福岡ソフトバンクホークス）：龍郷町
- 岡元勝幸（元アトムズ）：指宿市（旧山川町）
- 奥薗満（元ヤクルトスワローズ）：鹿児島市
- 小野幸一（元広島東洋カープ）：鹿児島市
- 栫政彦（元阪急ブレーブス→広島東洋カープ）：鹿児島市
- 鹿島忠（元中日ドラゴンズ、元中日ドラゴンズ→東北楽天ゴールデンイーグルスコーチ）：薩摩川内市
- 上薄淳一（元西鉄ライオンズ）：薩摩川内市（旧川内市）
- 金田和之（阪神タイガース→オリックス・バファローズ 三菱重工West硬式野球部)：曽於市（旧財部町）
- 上水流洋（元ヤクルトスワローズ、元ヤクルトスワローズコーチ）：鹿児島市
- 亀山努（元阪神タイガース、現履正社医療スポーツ専門学校野球部コーチ）：奄美市（大阪府生まれ）
- 川﨑成晃（元東京ヤクルトスワローズ、ロキテクノベースボールクラブ）：垂水市
- 川﨑宗則（元福岡ソフトバンクホークス→シアトル・マリナーズ→トロント・ブルージェイズ→シカゴ・カブス→福岡ソフトバンクホークス、現栃木ゴールデンブレーブス）：姶良市
- 川名慎一（元日本ハムファイターズ→阪神タイガース、北海道日本ハムファイターズコーチ、現同球団チームスタッフ札幌屋内練習場担当）：鹿児島市
- 川畑和人（元ロッテオリオンズ→中日ドラゴンズ→広島東洋カープ→阪急ブレーブス、元阪急ブレーブスコーチ）：薩摩川内市（旧川内市）
- 木佐貫洋（元読売ジャイアンツ→オリックス・バファローズ→北海道日本ハムファイターズ、読売ジャイアンツ投手コーチ、現同球団スカウト）：薩摩川内市
- 北之園隆生（元読売ジャイアンツ）：鹿屋市
- 北別府学（元広島東洋カープ、元同球団投手コーチ、英数学館高校コーチ）：曽於市
- 久木山亮（元太平洋クラブライオンズ）：
- 黒江透修（元読売ジャイアンツ、元千葉ロッテマリーンズ・福岡ダイエーホークス・横浜ベイスターズ・埼玉西武ライオンズ：コーチ）：姶良市
- 玄岡正充（元ヤクルトスワローズ）：与論町
- 小牧雄一（元日本ハムファイターズ→西武ライオンズ）：日置市
- 小峯新陸（元東北楽天ゴールデンイーグルス、同アカデミーコーチ）：鹿児島市
- 栄村忠広（元読売ジャイアンツ→オリックス・ブルーウェーブ）：枕崎市
- 迫田七郎（元ロッテオリオンズ→中日ドラゴンズ）：
- 定岡正二（元読売ジャイアンツ）：鹿児島市
- 定岡智秋（元南海ホークス、福岡ダイエーホークスコーチ、柳ヶ浦高等学校野球部監督、現高知ファイティングドッグスヘッドコーチ ）：鹿児島市
- 定岡徹久（元広島東洋カープ→日本ハムファイターズ、現九州総合スポーツカレッジ野球部監督）：鹿児島市
- 里隆文（元埼玉西武ライオンズトレーニングコーチ）：
- 鮫島康夫（元太平洋クラブライオンズ）：
- 塩津義雄（元東京オリオンズ→中日ドラゴンズ）：
- 地頭方一男（元西武ライオンズ）：
- 篠原良昭（元ロッテオリオンズ→ヤクルトアトムズ）：
- 下窪陽介（元横浜ベイスターズ）：南九州市
- 下須崎詔一（元西鉄ライオンズ）：
- 白川一（元毎日オリオンズ、元毎日オリオンズコーチ）：
- 新屋晃（元日本ハムファイターズ）：垂水市
- 鈴木勇斗（阪神タイガース）：日置市
- 瀬戸口樹（元火の国サラマンダーズ）
- 外木場義郎（元広島東洋カープ、元広島東洋カープ・オリックス・ブルーウェーブ：コーチ）：出水市
- 泰勝利（東北楽天ゴールデンイーグルス）：瀬戸内町
- 高田繁（元読売ジャイアンツ、元同球団コーチ、元日本ハムファイターズ・東京ヤクルトスワローズ：監督）：（親の出身地 ⇒ 生後、大阪市住之江区へ転居）
- 高橋英樹（元広島東洋カープ、現同球団打撃投手）：喜界町
- 高山竜太朗（元読売ジャイアンツ）：鹿児島市
- 詫摩和文（元ヤクルトアトムズ）：伊佐市（旧大口市）
- 竹之内徹（元横浜大洋ホエールズ→ロッテオリオンズ）：日置市（旧東市来町）
- 田之上慶三郎（元福岡ソフトバンクホークス、北海道日本ハムファイターズ 、福岡ソフトバンクホークスコーチ）：指宿市
- 辻原幸雄（元西鉄ライオンズ→南海ホークス）：薩摩川内市（旧川内市）
- 鶴岡慎也（元北海道日本ハムファイターズ→福岡ソフトバンクホークス→北海道日本ハムファイターズ選手兼コーチ）：肝付町（旧高山町）
- 東条文博（元ヤクルトスワローズ→ロッテオリオンズ）：南さつま市
- 堂園喜義（元広島東洋カープ) ：志布志市
- 戸柱恭孝（横浜DeNAベイスターズ）：肝付町
- 豊平晋一（元阪神タイガース) ：鹿屋市
- 内司正弘（元大阪タイガース）：南さつま市
- 永射保（元西武ライオンズ）：指宿市
- 中﨑翔太（広島東洋カープ）：曽於市
- 中﨑雄太（元埼玉西武ライオンズ、エイジェック硬式野球部投手コーチ）：曽於市
- 内司正弘（元大阪タイガース）：
- 長島甲子男（元中日ドラゴンズ→急映フライヤーズ）：
- 永田哲也（元西鉄ライオンズ）：
- 中原勇（元日本ハムファイターズ→阪神タイガース）：鹿児島市
- 中原大樹（元福岡ソフトバンクホークス）：姶良市
- 中原全敏（元日本ハムファイターズ）：鹿児島市
- 中村益章（元西鉄ライオンズ→読売ジャイアンツ）：
- 野母得見（元南海ホークス）：
- 花増幸二（元北海道日本ハムファイターズ、サムスンライオンズトレーニングコーチ）：薩摩川内市
- 濱涯泰司（元福岡ダイエーホークス、現福岡ソフトバンクホークス打撃投手）：いちき串木野市
- 浜崎正人（元阪急ブレーブス→阪神タイガース）：
- 浜屋将太（埼玉西武ライオンズ）：大崎町
- 原泉（元東京ヤクルトスワローズ）：喜界町
- 二木康太（千葉ロッテマリーンズ）：霧島市
- 福倉健太郎（元埼玉西武ライオンズ、現鹿児島ドリームウェーブ）：姶良市
- 福留孝介（元中日ドラゴンズ→シカゴ・カブス→クリーブランド・インディアンス→シカゴ・ホワイトソックス→阪神タイガース→中日ドラゴンズ）：大崎町
- 別府修作（元阪急ブレーブス、現オリックス・バファローズスコアラー）：錦江町（旧田代町）
- 細山田武史（元横浜DeNAベイスターズ→福岡ソフトバンクホークス→トヨタ自動車）：出水市
- 前川忠男（元南海ホークス→高橋ユニオンズ→東映フライヤーズ）：
- 政野岩夫（元近畿日本軍）：
- 増田敏（元南海軍）：
- 松山竜平（広島東洋カープ）：大崎町
- 美沢将（元埼玉西武ライオンズ）：喜界町
- 味園博和（千葉ロッテマリーンズブルペン捕手）：
- 宮田輝星（元北海道日本ハムファイターズ）：出水市
- 宮之原健（元埼玉武蔵ヒートベアーズ、現ベースボール5選手）：鹿屋市
- 村山源（読売ジャイアンツ）：鹿屋市
- 大和（阪神タイガース→横浜DeNAベイスターズ）：鹿屋市
- 山之内健一（元福岡ダイエーホークス）：鹿屋市（旧吾平町）
- 山元二三男（元広島カープ）：
- 横田慎太郎（元阪神タイガース）：日置市
- 吉川弘幸（元阪神タイガース）：
- 吉鶴憲治（元中日ドラゴンズ→千葉ロッテマリーンズ、同球団コーチ、現福岡ソフトバンクホークスバッテリーコーチ）：鹿児島市

社会人野球
- 川畑伸一郎（元社会人野球選手。住友金属野球団）：
- 増永祐一（元社会人野球選手。日本石油硬式野球部）：

女子野球・ソフトボール
- 大田秀奈美（元女子プロ野球選手。兵庫ディオーネ・埼玉アストライア）：鹿児島市
- 黒木弥生（元女子プロ野球選手。京都アストドリームス・大阪ブレイビーハニーズ）：出水市
- 里綾実（女子プロ野球選手。ノース・レイア→愛知ディオーネ→埼玉西武ライオンズ・レディース）：
- 中野花菜（女子ソフトボール選手。ビックカメラ女子ソフトボール高崎）：日置市

野球関係者
- 柿木園悟（元プロ野球審判員）：
- 久保克之（鹿児島実業高野球部元監督）：南さつま市
- 中村浩道（元プロ野球審判員）：鹿児島市
- 中馬庚（野球の名付け親）：鹿児島市
- 牧野直隆（日本高等学校野球連盟前会長）
- 枦山智博（樟南高野球部元監督）：垂水市

### サッカー
- 前園真聖（元サッカー日本代表キャプテン）：薩摩川内市
- 城彰二（元サッカー日本代表）：旧・加治木町（北海道生まれ）
- 片野坂知宏（大分トリニータ監督）
- 藤山竜仁：鹿児島市
- 福田師王（ボルシア・メンヒェングラートバッハ）：鹿屋市
- 大迫敬介（サンフレッチェ広島）：出水市
- 永井篤志
- 徳重隆明（元徳島ヴォルティス）：薩摩川内市
- 遠藤彰弘（元ヴィッセル神戸等）：鹿児島市
- 平瀬智行（元ベガルタ仙台等）：鹿児島市
- 久永辰徳：姶良町
- 内山俊彦：出水市
- 稲本潤一（SC相模原）：湧水町
- 遠藤保仁（ガンバ大阪）：鹿児島市
- 田畑輝樹（東京レキオス）
- 田ノ上信也：薩摩川内市
- 那須大亮（元ヴィッセル神戸等）：枕崎市
- 田原豊：姶良町
- 長山一也：南さつま市
- 上本大海（元鹿児島ユナイテッドFC等）：指宿市
- 萩原達郎：姶良町
- 挽地祐哉：鹿児島市
- 松下年宏（鹿児島ユナイテッドFC）：鹿児島市
- 米田兼一郎：霧島市
- 徳重健太（V・ファーレン長崎）：薩摩川内市
- 中山博貴：鹿児島市
- 岩下敬輔（サガン鳥栖）：日置市
- 八反田康平（鹿児島ユナイテッドFC）：鹿児島市
- 山内智裕
- 大迫塁（セレッソ大阪）：鹿児島市
- 地主園秀美：霧島市
- 六反勇治（横浜FC）：霧島市
- 谷口堅三（藤枝MYFC）
- 田川亨介（CDサンタ・クララ）
- 永畑祐樹（元鹿児島ユナイテッドFC等）：出水市
- 登尾顕徳（鹿児島ユナイテッドFC・GM）
- 大迫勇也（ヴィッセル神戸）：南さつま市
- 大迫希（藤枝MYFC）：薩摩川内市
- 鮫島晃太（藤枝MYFC）：枕崎市
- 川添孝一（サッカー解説者）
- 松澤隆司（鹿児島実業高等学校サッカー部総監督）
- 上川徹（サッカー審判員）：鹿児島市
- 赤尾公（元鹿児島ユナイテッドFC等）
- 平秀斗（福島ユナイテッドFC）
- 後藤優介（清水エスパルス）：鹿屋市
- 福満隆貴（アビスパ福岡）：鹿児島市
- 五領淳樹（鹿児島ユナイテッドFC）：霧島市
- 中原秀人（鹿児島ユナイテッドFC）：阿久根市
- 赤崎秀平（ベガルタ仙台）：いちき串木野市
- 前田浩二（元横浜フリューゲルス）
- 牧内慶太（SC相模原）
- 上夷克典（京都サンガFC）：いちき串木野市
- 林友哉（カマタマーレ讃岐）
- 野嶽寛也（鹿児島ユナイテッドFC）：鹿児島市
- 黒瀬純哉（テゲバジャーロ宮崎）
- 長谷川雄志（大分トリニータ）:日置市
- 久留貴昭（元V・ファーレン長崎）：鹿屋市
- 中村亮（カマタマーレ讃岐）
- 若松賢治（元サンフレッチェ広島）：鹿児島市
- 橘田健人（川崎フロンターレ）：霧島市
- 髙橋大悟（FC町田ゼルビア）：屋久島町）
- 兒玉澪王斗（サガン鳥栖U-18）

#### 女子サッカー
- 福元美穂（岡山湯郷Belle）：指宿市
- 松窪真心（ノースカロライナ・カレッジ）：鹿児島市
- 愛川陽菜（INAC神戸レオネッサ）：串木野市
- 井手上麻子（元ベガルタ仙台レディース）
- 中池桃子（元アーセナルLFC）
- 宮迫たまみ（元伊賀FCくノ一）：垂水市
- 瀬戸口梢（ちふれASエルフェン埼玉）
- 國生乃愛（ASハリマアルビオン）
- 田中美和（新北航源女子FC）
- 堂園彩乃（UDタクエンセ）いちき串木野市

### 相撲
- 朝潮太郎 (3代)（46代横綱）：徳之島町
- 朝ノ海正清（元幕内力士）：宇検村
- 一ノ矢充（元三段目力士）：徳之島町
- 鶴嶺山宝一（元十両力士）：霧島市
- 旭道山和泰（元小結・元衆議院議員）：徳之島町
- 旭南海丈一郎（元幕内力士）：天城町
- 霧島一博（元大関・現陸奥親方）：霧島市
- 國ノ濱源逸（元幕内力士）：霧島市
- 慶天海孔晴（元十両力士）：瀬戸内町
- 源氏山祐蔵（元幕内力士）：霧島市
- 光法賢一：（元幕内力士）：南種子町
- 逆鉾昭廣（元関脇）：加治木町
- 逆鉾与治郎（元関脇）：南さつま市
- 逆鉾與治郎（元幕内力士）：薩摩川内市
- 薩洲洋康貴（元幕内力士・現立田山親方）：指宿市
- 薩摩洋時久（元十両力士）：中種子町
- 里山浩作（元幕内力士・現千賀ノ浦親方）：奄美市
- 島津海空（現役力士）：西之表市
- 陣岳隆（元小結）：志布志市
- 清王洋好造（元十両力士）：枕崎市
- 大奄美元規（現役力士）：龍郷町
- 大雄辰實（元幕内力士）：錦江町
- 隆の鶴伸一（元幕内力士・現田子ノ浦親方）：出水市
- 太刀風義経（元幕内力士）：薩摩川内市
- 千代鳳祐樹（元小結・現錦島親方）：志布志市
- 千代ノ皇王代仁（現役力士）：与論町
- 千代丸一樹（現役力士）：志布志市
- 常の山勝正（元幕内力士）：西之表市
- 鶴ヶ嶺昭男（元関脇）：加治木町
- 鶴ヶ嶺道芳（元幕内力士）：中種子町
- 鶴ノ富士智万（元十両力士）：霧島市
- 寺尾常史（元関脇）：加治木町
- 錦洋幸治（元幕内力士）：鹿屋市
- 錦洋与三郎（元関脇）：霧島市
- 西ノ海嘉治郎 (初代)（16代横綱）：薩摩川内市
- 西ノ海嘉治郎 (2代)（25代横綱）：西之表市
- 西ノ海嘉治郎 (3代)（30代横綱）：霧島市
- 春山万太郎（現役力士）：瀬戸内町
- 星岩涛祐二（元幕内力士）：指宿市
- 星甲実義（元幕内力士）：鹿児島市
- 明生力（現役力士）：瀬戸内町
- 若嶋津六夫（元大関）：中種子町
- 若隼人幸治（元幕内力士）：中種子町
- 式守伊之助 (30代)（行司）：南九州市川辺町
- 木村庄之助 (36代)（行司）：枕崎市

### ゴルフ
- 横峯さくら：鹿屋市
- 小田龍一
- 肥後かおり：鹿児島市
- 香妻琴乃：鹿屋市
- 香妻陣一朗：鹿屋市
- 勝みなみ:鹿児島市
- 稲森佑貴 :鹿児島市

### 陸上競技
- 米重修一（長距離）：鹿屋市
- 児玉泰介（長距離・元マラソン日本記録保持者）：薩摩川内市
- 永山育美（長距離）
- 白石黄良々（短距離）：出水市
- 橋元晃志（短距離）
- 入船敏（長距離）：日置市
- 有村優樹（長距離）：日置市
- 吉村大輝（長距離）：姶良市
- 一山麻緒（長距離）：出水市
- 上原美幸（長距離）：鹿児島市
- 大六野秀畝（長距離）：いちき串木野市
- 宮崎博史（短距離）
- 大野龍二（長距離）：鹿児島市
- 鶴田玲美（短距離）：鹿児島市

### 水泳
- 鶴田義行（アムステルダム五輪・ロサンゼルス五輪男子200m平泳ぎ連覇）：鹿児島市
- 宮下純一（北京五輪男子400メートルメドレーリレー銅メダリスト）：鹿児島市
- 山口観弘（男子200m平泳ぎ世界記録保持者）：志布志市

### バスケットボール
- 節政貴弘（東芝ブレイブサンダース）：いちき串木野市
- 西堂雅彦（トヨタ自動車アルバルク）
- 永吉佑也（京都ハンナリーズ）
- 松山晃士（兵庫ストークス）
- 井口基史（GM,アシスタントGM、スカウト、通訳）

### バレーボール
- 迫田さおり（鹿児島市）
- 小濱ゆみ（垂水市）
- 有田沙織（霧島市）
- 新鍋理沙（霧島市）
- 木村有希（湧水町）
- 鳥越未玖（肝属郡肝付町）
- 小橋口祐嗣（鹿児島市）
- 小瀬戸俊昭
- 大楠鼓雪（鹿児島市）
- 上屋敷綾（さつま町）
- 及川真夢（指宿市）

### バドミントン
- 前田美順：霧島市（旧横川町）

### テニス
- 久松志保：鹿児島市
- 土橋登志久

### 新体操
- 山﨑浩子：指宿市

### ダンサー
- 加藤有紀：鹿児島市

### レスリング
- 宮原厚次（ロサンゼルス五輪金メダリスト、ソウル五輪銀メダリスト）：曽於市
- 江藤正基（ロサンゼルス五輪銀メダリスト）
- 平山紘一郎（ミュンヘン五輪銀メダリスト）
- 栄和人（ソウル五輪代表、・アテネ五輪女子チームコーチ）：奄美市
- 和田貴広（アトランタ五輪4位）

### ラグビー
- 中村亮土
- 東野憲照
- 川向瑛
- 隈本浩太
- 桑水流裕策
- 蒲牟田卓(レフリー):姶良市
- 桑山淳生
- 桑山聖生:日置市
- 小瀧尚弘
- 迫田夢乃:姶良市
- 園中良寛
- 竹山浩史:奄美大島
- 田原太一
- 辻原潤一郎(レフリー)：鹿児島市
- 徳重元気
- 濱島悠輔：鹿児島市
- 東考三：鹿児島市
- 福坪龍一郎
- 下釜優次
- 三股久典：鹿児島市
- 松本純弥
- 垂門奈々

### ボクシング
- 田島吉秋（元日本・OPBF東洋太平洋ミドル級王者）
- 淵上誠（元日本・OPBF東洋太平洋ミドル級王者）：阿久根市
- 加島雷三（元日本ジュニアミドル級王者）
- 藤一 （元日本ミドル級王者）：鹿児島市
- 串木野純也（元日本ウェルター級王者）
- 山中大輔（元日本スーパーバンタム級王者）：鹿児島市生まれ福岡育ち
- シゲ福山：薩摩川内市
- 内山昇：鹿屋市
- 岩下雅大：喜界町
- 吉田実代
- 村中優（元日本フライ級王者）：鹿児島市
- 益田健太郎（元日本バンタム級王者）
- 藤原芽子（OPBF東洋太平洋女子フェザー級王者）：徳之島町生まれ神戸育ち
- 谷口彪賀：鹿屋市

### 空手
- 山口剛玄：鹿児島市
- 緑健児：（新極真会代表）：瀬戸内町
- 濱田博之：薩摩川内市
- 松元和昭：鹿屋市
- 竹隆光：（ワールド極真会館・理事長）：笠利町
- 木山仁：（元空手選手・極真会館（松井館長）名古屋中央支部長）：鹿児島市
- 保勇：（少林寺流空手道錬心舘・初代宗家）：奄美市
- 保巌：（少林寺流空手道錬心舘・二代宗家）：鹿児島市
- 保巌：（国民体育大会アジア大会優勝）：奄美市

### 柔道
- 徳三宝：天城町
- 吉松義彦：鹿児島市
- 竪山将
- 諏訪剛
- 稲森奈見：曽於市
- 濵田尚里（2020年東京オリンピック金・銀メダリスト）：霧島市
- 西田優香
- 松下三郎：吹上町

### 居合道
- 大和龍門

### 合気道
- 砂泊諴秀

### 総合格闘技
- 石原夜叉坊：徳之島
- 菊野克紀（第5代DEEPライト級王者）：鹿児島市
- 原口央（第3代GLADIATORフェザー級王者）：鹿屋市串良町
- 前田尚紀（第20代AJKFフェザー級王者）：
- 豊永稔：鹿屋市
- 拳月：奄美市
- 入來晃久：
- 若松佑弥：薩摩川内市

#### プロレス
- 飯伏幸太 (新日本プロレス)：姶良市
- 川畑輝鎮 (フリー)：鹿児島市
- 久保佑允 (プロレスリングBASARA)：伊佐市
- 栗栖正伸 (フリー)
- 桜島なおき（九州プロレス）：姶良市
- 下野佐和子 (引退)：薩摩郡
- 進垣リナ (2AW)：いちき串木野市
- SUWA (引退)：南九州市
- ドン荒川（引退）：出水市
- 林下詩美 (スターダム)：奄美市
- 山上康弘 (引退)
- 山下りな (フリー)

### ライダー
- 古里太陽：鹿屋市
- 八代俊二（アルゼンチンGP4位）：鹿屋市
- 柳川明
- 徳留真紀：さつま町
- 高吉克郎
- 生見友希雄

### ボウリング
- 中山律子：鹿児島市

### ウェークボード
- 浅井未来

### 登山家・冒険家
- 今給黎教子:日置市
- 河野千鶴子
- 上温湯隆

### その他スポーツ
- 岡元竜生（ハンドボール選手）：志布志市
- 岡秀子（フェンシング選手）：瀬戸内町
- 木谷隆行（ボッチャ選手）：屋久島町

### 競馬

#### 騎手
- 清山宏明（JRA、引退）
- 小牧太 (JRA)；志布志市（旧有明町）
- 小牧毅 （兵庫） ；志布志市（旧有明町）
- 四位洋文 (JRA)：霧島市（旧牧園町）
- 松田大作 (JRA)
- 丸野勝虎（愛知）：曽於郡
- 宮下瞳（愛知、女性騎手最多勝記録保持者）：鹿児島市
- 幸英明 (JRA)：鹿屋市
- 吉留孝司（荒尾）

#### 調教師
- 池添兼雄
- 岩元市三
- 北橋修二（引退）
- 郷原洋行（元騎手）：鹿屋市
- 鮫島一歩
- 新川恵
- 瀬戸口勉（引退）
- 鶴留明雄
- 松永昌博（元騎手）
- 松山吉三郎：霧島市（旧隼人町）
- 古川平（引退）
- 吉永正人（引退）：鹿屋市
- 田島良保（引退）：霧島市（旧牧園町）
- 領家政蔵
- 梅内忍：鹿屋市

#### 馬主
- 竹園正繼（冠名テイエム）
- 山路秀則（冠名ナリタ・オースミ）
- 内村正則（冠名トウカイ）
- 山元哲二（冠名ダンツ）
- 高嶋哲

### 自転車競技
- 西薗良太 - 自転車ロードレース選手：霧島市

#### 競輪選手
- 内村舞織*：鹿屋市
- 菅野良信（1978年世界選手権自転車競技大会、プロ・スプリント3位）
- 南円佳*：姶良市

## マスコミ

### アナウンサー
NHK
- 鹿島綾乃：鹿児島市
- 山口達也：奄美大島
- 吉田真人（長崎県育ち）

南日本放送
※南日本放送は独自にポイント気象予報を出す認可を受けており、アナウンサー・ニュースキャスター・気象予報士は「パーソナリティ」と総称されている。
- 上野知子：鹿児島市
- 岡田祐介：鹿児島市
- 末永安佳梨：鹿屋市（出生地：南さつま市）
- 豊平有香：鹿児島市
- 美坂理恵：垂水市
- 森万由子：鹿児島市
- 緒方桃子：鹿児島市

鹿児島テレビ放送
- 上片平健：鹿児島市
- 坂口果津奈：鹿児島市
- 戸越亜希子：鹿児島市
- 中西真貴：垂水市

鹿児島放送
- 池上美弥子
- 田中早苗：鹿児島市
- 馬場雄二：日置市（旧：東市来町）
- 淵脇正恵：鹿児島市
- 南崇臣 - 元サガテレビ：鹿児島市
- 村川裕：鹿屋市

鹿児島讀賣テレビ
- 近藤久美子：鹿児島市
- 蛭川雄二：鹿屋市

他県の民放局
- 赤木誠 - 毎日放送：霧島市
- 大園康志 - CBCテレビ、現在は報道部記者
- 小澤良太 - テレビ北海道、元高知さんさんテレビ：鹿児島市
- 久保明日香 - 札幌テレビ放送
- 迫田江理 - 宮崎放送、元鹿児島讀賣テレビ：鹿児島市
- 寺田菜々海 - テレビ熊本：屋久島町
- 前原智子 - 北陸放送、現在は報道部記者：鹿屋市
- 村島里佳 - 大分朝日放送

フリー・退職者・転職者・物故者
- 松富かおり（旧性：有村） - 小説家、キャスター、元TBSテレビ：鹿児島市
- 上野紋 - フリー、元富山エフエム放送→元コミュニティFM局（ディレクター・制作スタッフ兼任）
- 有働由美子 - フリー、元NHK：現・郡山町 (鹿児島市)（大阪府育ち）
- 榎田卓央 - 神奈川県横浜市で中学校校長、元テレビ東京
- 大平みな - フリー、元熊本県民テレビ
- 汾陽麻衣 - フリー（ホリプロ所属）、元NHK鹿児島放送局契約キャスター→フリー（元キャスト・プラス所属→元セント・フォース所属）
- 黒木奈々 - フリー（セント・フォース所属）、元毎日放送報道記者→フリー（元キャスト・プラス所属）：鹿児島市
- 重信香織 - フリー、元NHK鹿児島放送局契約キャスター→元朝日ニュースター→元テレビ埼玉→元日経CNBCキャスター→フリー（元えりオフィス所属）
- 鈴木亜希子 - 元北海道文化放送：鹿児島市
- 枦山南美 - 元新潟放送→元フリー（元三桂→元生島企画室所属）：出水市
- 村田好夫 - フリー（セイ・プロダクションと業務提携）、元朝日放送：奄美市
- 柳沼愛子 - 元テレビユー福島：鹿児島市、福島県郡山市で育つ
- 川添佳穂 - 元朝日放送テレビ

### ジャーナリスト
- 三雲四郎 -（産経新聞元論説委員長）
- 黒田勝弘 -（産経新聞ソウル支局長）
- 二木啓孝 -（（元『日刊ゲンダイ』編集長）：鹿児島市
- 酒井綱一郎 -（日経ビジネス発行人）
- 八板俊輔 -（元朝日新聞社記者）：西之表市
- 三反園訓 -（元テレビ朝日政治部国会担当、前鹿児島県知事）：指宿市
- 湯元敏浩 -（元日本テレビプロデューサー）：姶良市
- 下川正晴 -（元毎日新聞ソウル支局長）：霧島市
- 野村裕知[12] - （日経BP取締役会長、国家公安委員会委員）

### テレビ局所属
- 大山勝美（テレビドラマプロデューサー）
- 貴島誠一郎（テレビドラマプロデューサー）：鹿児島市
- 瀬戸口克陽（テレビドラマプロデューサー）：鹿児島市
- 馬越崇史（テレビディレクタープロデューサー）

## 鹿児島県にゆかりがある親族が存在する人物一覧

### 政治家
- 麻生太郎（大久保利通・三島通庸の外玄孫）
- 小原舞（母方の祖父の出身地）
- 小渕優子（夫の出身地）
- 小泉純一郎（父親が現・南さつま市出身)
- 小泉進次郎（父方の祖父が現・南さつま市出身)
- 平慶翔（両親が沖永良部島の出身）

### 経済人・評論家
- 屋山太郎（父親の出身地）
- 亀渕昭信（祖父の出身地）
- 白井松次郎（松竹創業者・父親の出身地）
- 大谷竹次郎（松竹創業者・父親の出身地）
- 赤星鉄馬（泰昌銀行創業者・父親の出身地）
- 重田康光（光通信創業者CEO・父親の出身地）
- 橋本康男（酒造メーカー大関の社長、先祖は小松帯刀）
- 吉田秀雄（電通の中興の祖、第七高等学校 (旧制)へ入学し卒業）
- 永山武臣（祖父が永山武四郎）

### 作家・脚本家・演劇人
- 白洲正子（父親の出身地）
- 有島武郎（父親の出身地）
- 有島生馬（父親の出身地）
- 里見弴（父親の出身地）
- 赤瀬川隼（父親の出身地）
- 吉井勇（父親の出身地）
- 埴谷雄高（母親の出身地）
- 黒田三郎（両親の出身地）
- 黒岩祐治（父親の出身地）
- 町田康（父親が奄美出身）
- 長谷川町子（両親の出身地）
- 林芙美子（母親の出身地・年少時の所在地）
- 小山内美江子（両親の出身地）
- 利重剛（祖父母の出身地〈母は小山内美江子〉）
- 三谷幸喜（母親の出身地）
- ジェームス三木（母親の出身地）
- 団鬼六（父親の出身地）
- 向田邦子（年少時の所在地）
- 和田勉（年少時の所在地）
- 阿部みどり女（父親が永山武四郎）
- 辻邦生（母親の出身地）
- 宮内悠介（父親の出身地）

### 文化人・学者
- 羽生善治（父親のの出身地）
- 武満徹（父親の出身地）
- 調所一郎（先祖は薩摩藩家老）
- 山下洋輔（祖父の出身地・祖父は建築家）
- エドウィン・O・ライシャワー（松方正義の孫ハルの夫）
- 若田光一（父親が大隅町出身）
- 山崎直子（父親の出身地）
- 大島まり（父親が奄美出身）
- 是枝裕和（曾祖父の出身地）
- 山下智彦（父親の出身地）
- 古市憲寿（父親が旧・川辺町出身[13]）
- 三谷幸喜（母親の出身地）
- 假屋崎省吾（父親の出身地）
- 根占献一（祖父の出身地）
- 赤瀬川原平（父親の出身地）
- ねじめ正一（禰寝氏の子孫）
- 堀切園健太郎（父親の出身地）
- 上江隼人（父親の出身地）
- 河瀨直美（祖母（奄美）の出身地）
- 山田真哉（両親の出身地）
- 生頼範義（母親の出身地）
- 与勇輝（両親の出身地）
- 西村由紀江（両親の出身地）
- 鮫島有美子（父親の出身地）
- 重信メイ（母・重信房子のルーツ）
- 鳥越俊太郎（生家の鳥越製粉創業者が鹿児島県出身）
- 樋渡利秋（父親の出身地、第24代検事総長）
- 吉國一郎（父親の出身地、元プロ野球コミッショナー）
- 白洲正子・牧山桂子母娘（祖父・曾祖父が樺山資紀と川村純義）
- 田村茂（祖父が薩摩藩士）
- 角野隼斗（父親の出身地、ピアニスト）

### 漫画家
- 宮下あきら（父親の出身地）
- よしながふみ（ルーツが鹿児島県）

### 俳優・タレント
- 有村藍里・有村架純（父が旧・川辺町出身）
- ピーター（母親の出身地・一時期、鹿児島市に住んでいた）
- 池脇千鶴（両親の出身地、祖母が甑島出身）
- 伊藤かずえ（母親の出身地）
- 井上喜久子（両親の出身地、声優）
- 井上和香（父親の出身地が出水市）
- 上原謙（父親の出身地）
  - 加山雄三（上原謙の息子）
  - 仁美凌（加山の異母妹）
    - 山下徹大（加山の次男）
    - 梓真悠子（加山の長女）
    - 池端えみ（加山の次女）
- 柄本時生（元妻・入来茉里の出身地）
- 岡江久美子（父親の出身地）
  - 大和田美帆（祖父の出身地）
- 岡部たかし（鹿児島県がルーツ）
- 六代目片岡愛之助（実祖父が徳之島出身）
- 加藤清史郎・加藤清史郎（父が鹿屋市出身）
- かとうれいこ（母親の出身地）
- 苅谷俊介（父方のルーツ）
- 川崎麻世（指宿市がルーツ）
- 北村匠海（母親の出身地。母方の祖父母や従兄弟が在住）
- 小泉孝太郎（父方のルーツ。現・南さつま市出身)
- 西城正明（父親の出身地、五月の弟）
- 財前直見（母親が坊津町出身）
- 坂上亜樹（父親の出身地、坂上二郎の娘）
- 櫻井淳子（父親が日置市出身）
- 五月みどり・小松みどり（父の大野房次郎の出身地）
  - 西川哲（五月の息子）
- 真田広之（母親が奄美出身）
- SHEILA（父親が枕崎市出身）
- 新内眞衣（父親が鹿児島市出身）
- 杉良太郎（母親が徳之島出身）
  - 山田純大（杉の息子）
- 平愛梨・平祐奈（父は沖永良部島・和泊町永嶺出身、母は和泊町内城出身）
- 田中律子（父親の出身地）
- つみきみほ（父親の出身地）
- 時任三郎（父親の出身地）
- 徳重聡（父親の出身地）
- 徳永玲子（父親の出身地）
- 長渕文音（父親の出身地、長渕剛の娘）
- 永山竜弥・永山瑛太・永山絢斗（父親が湧水町出身）
- 新納慎也（父親の出身地・島津家の分家筋）
- 二階堂ふみ（父親の出身地）
- 西田敏行（養父方の祖父が鹿児島市清水町出身、西田家のルーツが薩摩藩士）
- 生見愛瑠（めるる。父親が鹿児島市喜入町出身）
- 野村大貴 ・野村康太 （父親の出身地、沢村一樹の息子）
- 八波一起（父親の出身地、八波むと志の息子）
- 浜田光夫（父親の出身地）
- 原田知世（父親の出身地）
- 比花知春・ryuchell（母親が奄美大島出身）
- 福地桃子（父・哀川翔が鹿屋市出身）
- 辺見えみり（父・西郷輝彦の出身地）
- 本渡楓（父の親出身地）
- マコ岩松（父親・画家の八島太郎の出身地）
- 松尾スズキ（母親が阿久根市出身・福岡県北九州市生まれ）
- 野間口徹（両親の出身地）
- 満島ひかり（鹿児島市生まれ、母の出身地、父方の祖母が奄美大島出身)[14]
- 向井亜紀（奄美が両親の出身地）
- もえのあずき（祖父母の出身地）
- 本仮屋ユイカ・本仮屋リイナ（父方の祖父の出身地）
- 薬丸裕英（両親の出身地）
- 山本學・山本圭・山本亘（薩摩川内市がルーツの地）
- 吉永小百合（父親の出身地）

### モデル
- 小泉里子（母親が旧・串木野市出身で、小泉も旧・串木野市生まれ）
- 生見愛瑠（めるる。愛知県稲沢市。父親が鹿児島市喜入町出身）

### 歌手、シンガーソングライター
- あいみょん（母方の祖母が喜界島出身）
- 與真司郎（母親が屋久島出身、AAA (音楽グループ))
- JUNON（池亀樹音）（父親の出身地）
- 伊藤俊吾（母親の出身地、キンモクセイ）
- 井ノ原快彦（父親の出身地、幼少期の所在地、20th Century ）
- 今市隆二（父親の出身地、三代目J Soul Brothers from EXILE TRIBE）
- 岩崎宏美・良美（母親が奄美大島出身）
- UA（母親の出身地）
- 植村花菜（祖母が沖永良部島出身）
- 岡崎体育（祖母の出身地）
- 川畑要（父の出身地、CHEMISTRY）
- 木山裕策（ルーツが鹿児島県）
- きゃりーぱみゅぱみゅ（両親の出身地）
- 小園竜一（父親の出身地）
- 西城秀樹（母親の出身地）
- 城島茂（父の出身地であり、幼少期自身も過ごしていた、元TOKIO）
- 新羅慎二（祖父祖母の出身地、湘南乃風・若旦那）
- 高見知佳（母親が奄美出身）
- 谷村新司（父方のルーツが奄美）
- 玉井詩織（母親が種子島出身、ももいろクローバーZ）
- CICO（母親の出身地）
- DJ社長（父親の出身地）
- 徳永ゆうき（両親が奄美出身）
- 中間淳太（父親が鹿児島市出身、WEST.）
- 中森明菜・明穂姉妹（母の出身地[15]）
- 永井龍雲（母親が奄美出身）
- 長渕蓮（父親の出身地、長渕剛の次男）
- 錦戸亮（母親が奄美出身SUPER EIGHT）
- 野呂一生（父親の出身地）
- hyde（両親の出身地）
- ハマ・オカモト（祖父が垂水市出身、父・浜田雅功の長男）
- 浜崎あゆみ（母親（指宿市）の出身地）
- フィンガー5（沖縄県具志川市出身。母親の出身地）
- 藤井フミヤ・藤井尚之（母親の出身地）
- 辺見鑑孝（父・西郷輝彦の長男、辺見えみりの兄）
- 堀ちえみ（母親が旧・喜入町出身）
- 前田亘輝（母親の出身地、TUBE）
- 前田耕陽（両親の出身地、元男闘呼組）
- 松山ケンイチ（祖父の出身地）
- 松山千春（祖父の出身地）
- 三浦大知（両親が沖永良部島出身）
- 水原弘（父親の出身地）
- 南沙織（母親の出身地）
- 森内寛樹（父の出身地、森進一の息子、MY FIRST STORY・ボーカル）
- 森田貴寛（父の出身地、森進一の息子、ONE OK ROCK・ボーカル・Taka）
- 安田章大（父親が奄美出身、SUPER EIGHT）
- 山内あいな（祖母の出身地、Silent Siren）
- 山本直純（祖母の出身地）
- ユーキ（母親の出身地、超特急 (音楽グループ) ）

### お笑いタレント
- 有野晋哉（父親の出身地、よゐこ）
- 今田耕司（母親が旧笠沙町出身）
- 上田晋也（母方の祖母の出身地）
- 海原小浜（親の出身地）
- 川田広樹（父方のルーツ、ガレッジセール）
- くわばたりえ（両親の出身地、クワバタオハラ）
- 小籔千豊（父親の出身地）
- タモリ（姉の所在地・母の出身地）
- 塚地武雅（母親が薩摩川内市下甑町瀬々野浦→同市樋脇町市比野出身）
- 椿鬼奴（祖父母が喜界町出身）
- なるみ（両親の出身地、元トゥナイト）
- 馬場園梓（父親の出身地、アジアン）
- 浜田雅功（父親が垂水市出身、父親がヒロミの父親と幼なじみ）
- 肥後克広（両親の出身地、ダチョウ倶楽部）
  - 肥後千暁（祖父母の出身地、肥後克広の長女）
- 平野ノラ（父親が肝付町出身）
- ヒロミ（父親が垂水市出身、父が浜田雅功の父親と幼なじみ）
  - 小園凌央（祖父が垂水市出身、ヒロミの長男）
- 又吉直樹（母親が奄美出身、ピース）
- 盛山晋太郎（父親が喜界島出身、見取り図）
- 山口智充（母親が奄美出身）
- 山里亮太（父が日置市出身、母が鹿児島市出身、南海キャンディーズ）

### アナウンサー・コメンテーター
- 大坪千夏（父の出身地）
- 小倉智昭（母の出身地）
- 川田裕美（祖母の出身地）
- 国山ハセン（母方のルーツが奄美群島、元TBSテレビアナウンサー）
- 迫文代（父の出身地）
- 佐藤里佳（小学校の途中から高校卒業までを過ごす、先祖のルーツ）
- 福元英恵（父の出身地）
- 町亞聖（父が与論島出身）
- 松元真一郎（父の出身地）
- 三雲孝江（父の出身地）
  - 星麻琴（祖父の出身地・NHKアナウンサー）
- 宮原恵津子（両親の出身地・元南日本放送アナウンサー）

### スポーツ
- 朝原宣治（父方のルーツが奄美）
- 阿部一二三・阿部詩（母方のルーツが奄美大島）
- アントニオ猪木（父の出身地、祖父が出水市の出身）
- 池江璃花子（東京都出身。曾祖父及び祖父が霧島市出身）
- 入来智・入来祐作（親の出身地。元プロ野球選手、宮崎県都城市出身）
- 上原浩治（母の出身地、父親のルーツ）
- 江夏豊（母親の出身地）
- 大迫たつ子（父親の出身地）
- 鬼塚勝也（父親の出身地）
- 川元奨（長野県佐久市出身。祖父及び父が鹿児島市出身）
- 小園海斗（父方のルーツ。プロ野球選手、兵庫県宝塚市出身。）
- 小林千紘（栃木県出身、神村学園高等部女子野球部）
- 定岡卓摩（父親の出身地）
- 鮫島彩（栃木県宇都宮市出身。なでしこジャパン。父が南さつま市出身）
- 篠原信一（父親が南さつま市金峰町の出身地）
- 杉内俊哉 （鹿児島実業高校野球部、甲子園ベスト4）
- 髙木菜那・髙木美帆（母方の祖父が奄美大島出身）
- 武豊（曾祖父が薩摩藩士）
- 武田修宏（父親の出身地）
- TAJIRI（姉が鹿児島市で歯科医経営）
- 田中和仁・田中理恵・田中佑典（父の出身地、和歌山県岩出市出身）
- 長嶋茂雄（妻・亜希子および義両親の本籍地）
  - 長嶋一茂（母・亜希子および祖父母の本籍地、かつ妻の出身地）
  - 長島三奈（母・亜希子および祖父母の本籍地、かつ義姉の出身地、一茂の妹）
  - 長島正興（母・亜希子および祖父母の本籍地、かつ義姉の出身地、一茂の弟）
- 馬場口洋一（若翔洋俊一。父が薩摩郡東郷町 出身）
- 前田幸長（父親の出身地）
- 松井大輔（京都府出身、鹿児島実業高校サッカー部、かつ妻加藤ローサが鹿児島市出身）
- 松元克央（東京都出身。曾祖父及び祖父が霧島市出身）
- 三島☆ド根性ノ助（両親の出身地）
- 宮本恒靖（喜界町が祖父の出身地、母の出生地）
- 室屋義秀（両親の出身地）
- 山口高志（父親の出身地）

## 鹿児島県に居住歴がある人物

### 公人
- 倉嶋厚（元鹿児島地方気象台長、長野県長野市出身）

### 芸術家
- 中根櫻亀（薩摩切子作家、兵庫県出身）
- 中村晋也（彫刻家、三重県亀山市出身）

### 画家
- 田中一村（日本画家、栃木県栃木市出身）

### 文学
- 河野義行（著述家、オウム真理教事件の被害者、愛知県豊橋市出身）
- 島尾敏雄（作家、横浜市出身）
- 鳥飼否宇（小説家、福岡県出身）
- 星川淳（作家、翻訳家、東京都出身）
- 椋鳩十（児童文学作家、長野県下伊那郡出身）
- 山尾三省（詩人、東京都神田区出身）

### 写真家
- サンディー・ユハス（フォトグラファー、ハンガリー・ブダペスト出身）
- 田中達也（ミニチュア写真家、熊本県熊本市出身）

### 落語家
- 三遊亭多歌介（落語家、幼少期に居住。東京都江東区出身）

### 歌手
- 城島茂(元TOKIO ※千葉県市原市生まれ、京都府、神奈川県、鹿児島県(父親の出身地でもある)、大阪府、奈良県郡山市育ち)
- ハシケン（埼玉県秩父市出身、奄美市在住）
- 隼人加織（シンガー、富山県高岡市出身）
- 宮井紀行（シンガー・ソングライター、和歌山県日高郡美浜町出身、鹿児島市在住）

### 俳優・タレント
- ショーゴ（東京ホテイソン・出生地は曽於郡東串良町。東京都板橋区育ち）
- 牧瀬里穂（幼少期に鹿児島市に居住。福岡県福岡市博多区出身）
- ラサール石井（ラサール高校卒業。大阪府大阪市住吉区出身）

### マスコミ
- 大川悠介（NHKアナウンサー、初任地がNHK鹿児島放送局、香川県出身）
- 大村正樹（元鹿児島放送アナウンサー、富山県出身）
- 奥平邦彦（元鹿児島テレビアナウンサー、京都市出身）
- 押尾駿吾（NHKアナウンサー、初任地が鹿児島局、千葉県出身）
- 菊田一樹（NHKアナウンサー、初任地が鹿児島局、東京都出身）
- 草野仁（フリーアナウンサー、元NHKアナウンサー、NHK時代の初任地が鹿児島局、長崎県出身）
- 小林完吾（元日本テレビアナウンサー、最初の就職先が南日本放送、神奈川県出身）
- 越塚優（NHKアナウンサー、初任地が鹿児島局、群馬県出身）
- 生野陽子（フジテレビアナウンサー、親の親の仕事の関係で中学、高校時代の途中まで鹿児島県で過ごす、福岡県福岡市出身）
- 廣瀬智美（NHKアナウンサー、初任地が鹿児島局、大分県出身）
- 宮本真智（NHKアナウンサー、初任地が鹿児島局、大分県出身）

### スポーツ
- 石本貴昭（元プロ野球選手、兵庫県神戸市須磨区出身）

### 鹿屋体育大学出身
- 伊藤雅和（自転車ロードレース選手、神奈川県横浜市出身）
- 上野みなみ（自転車選手、青森県八戸市出身）
- 内間康平（自転車ロードレース選手、沖縄県浦添市出身）
- 柴田亜衣（競泳選手、徳島県生まれで福岡県出身）
- 清水都貴（自転車ロードレース選手、埼玉県出身）
- 角令央奈（中退。競輪選手、兵庫県加東市出身）
- 中島康晴（自転車ロードレース選手、福井県出身）
- 鍋島莉奈（陸上競技選手、高知県須崎市出身）
- 野口正則（競輪選手、京都府出身）
- 萩原麻由子（自転車ロードレース選手、群馬県前橋市出身）
- 前田佳代乃（自転車トラックレース選手、兵庫県西宮市出身）
- 元砂勇雪（中退。競輪選手、大阪府松原市出身）
- 山本元喜（自転車ロードレース選手、奈良県出身）
- 吉田隼人（自転車選手、奈良県桜井市出身）

### その他
- 重信房子（父親の出身地、元日本赤軍派中央委員）
- 長嶋亜希子（長嶋茂雄の妻、一茂らの母、両親の本籍地、旧姓：西村）
- 松木薫（両親の出身地、拉致被害者）

## 架空のキャラクター
- 望月悠馬　(もちづき ゆうま、『DREAM!ing』)
- 青羽美咲（あおば みさき、『アイドルマスター ミリオンライブ!』）種子島
- 伊集院大門（いじゅういん だいもん、『アストロ球団』）
- 一反木綿（いったんもめん、『ゲゲゲの鬼太郎』）
- 大岩純一（おおいわ じゅんいち、『警視庁・捜査一課長』）
- 大口誠治郎（おおくち せいじろう、『トッキュー!!』）
- 大下勇次（おおした ゆうじ、『あぶない刑事』シリーズ、静岡県出身説もあり）
- 鹿児島宙（かごしま そら、『もえちり!』シリーズの擬人化キャラ）
- 鹿児島たん（かごしまたん『ビックカメラ 』のビッカメ娘公式擬人化キャラ）
- 霧島タカトラ（きりしま たかとら、『新幹線変形ロボ シンカリオン』）
- 霧島マナ（きりしま まな、『新世紀エヴァンゲリオン 鋼鉄のガールフレンド』）阿久根市
- 倉下月海（くらした つきみ、『海月姫』）
- 倉田篤（くらた あつし、『愛という名のもとに』）
- 鯉登音之進(こいと おとのしん、『ゴールデンカムイ』)
- 古美門清蔵（こみかど せいぞう、『リーガル・ハイ』古美門研介の父親）
- 笹川健志（ささがわ たけし、『警視庁・捜査一課長』）
- シンリンカムイ（『僕のヒーローアカデミア』）
- 関内・マリア・太郎（せきうつ マリア たろう、関内太郎から戸籍を買収したため『さよなら絶望先生』シリーズ）戸籍上では姶良郡牧園町
  - (元)関内太郎（もと せきうつ たろう、『さよなら絶望先生』シリーズ）姶良郡牧園町
- 大河冴（たいが さえ、『百獣戦隊ガオレンジャー』）
- 武田真実（たけだ まさみ、『弁護士のくず』TVドラマ版）
- ロック（間久部緑郎）（まくべ たくろう、『バンパイヤ』)
- マルさん（『FNS地球特捜隊ダイバスター』）
- 桃城武（ももしろ たけし、公式ファンブック40.5巻にて鹿児島第三小学校出身の記載がある為『テニスの王子様、新テニスの王子様』）
- 依田芳乃（よりた よしの、『アイドルマスター シンデレラガールズ』）
- 楼山早輝（ろうやま さき、『炎神戦隊ゴーオンジャー』）
- 若林智香（わかばやし ともか、『アイドルマスター シンデレラガールズ』）